# Liste der Preisträger der People’s Choice Awards
Die Liste der Preisträger der People’s Choice Awards gibt einen Überblick der Preisträger der People’s Choice Awards, sortiert nach Jahren.

## 1975: 1st Annual People’s Choice Awards
Die ersten People’s Choice Awards wurden am 3. März 1975 verliehen. Der Moderator war Richard Brenna.
| Kategorie                              | Sieger                                    |
| -------------------------------------- | ----------------------------------------- |
| Favorite Female Musical Performer      | Olivia Newton-John, Barbra Streisand      |
| Favorite Male Musical Performer        | Mac Davis                                 |
| Favorite Female TV Performer           | Mary Tyler Moore                          |
| Favorite Male TV Performer             | Alan Alda, Telly Savalas                  |
| Favorite Motion Picture Actress        | Barbra Streisand                          |
| Favorite Motion Picture Actor          | John Wayne                                |
| Favorite All-Around Female Entertainer | Carol Burnett                             |
| Favorite All-Around Male Entertainer   | Bob Hope                                  |
| Favorite Sports Figure                 | Hank Aaron, Joe Namath                    |
| Favorite Musical Group                 | Osmond Brothers, Chicago                  |
| Favorite TV Comedy Program             | All in the Family                         |
| Favorite Motion Picture                | Der Clou                                  |
| Favorite TV Dramatic Program           | Die Waltons, Kojak – Einsatz in Manhattan |
| Favorite TV Variety Program            | The Carol Burnett Show                    |

## 1976: 2nd Annual People’s Choice Awards
Die zweiten People’s Choice Awards wurden am 4. März 1976 verliehen. Moderator war Jack Albertson.
| Kategorie                              | Sieger                                            |
| -------------------------------------- | ------------------------------------------------- |
| Favorite Motion Picture Actress        | Katharine Hepburn                                 |
| Favorite All-Around Female Entertainer | Carol Burnett, Mary Tyler Moore                   |
| Favorite Motion Picture                | Der weiße Hai                                     |
| Favorite Male TV Performer             | Telly Savalas                                     |
| Favorite New Song                      | „Love Will Keep Us Together“ (Captain & Tennille) |
| Favorite TV Dramatic Program           | Die Waltons                                       |
| Favorite Motion Picture Actor          | John Wayne                                        |
| Favorite TV Comedy Program             | All in the Family                                 |
| Favorite All-Around Male Entertainer   | Bob Hope, Tony Orlando                            |
| Favorite Female TV Performer           | Carol Burnett                                     |
| Favorite Overall New TV Program        | Starsky & Hutch, Welcome Back, Kotter             |
| Favorite Performer in a New TV Program | Robert Blake                                      |
| Favorite Musical Performer             | John Denver                                       |

## 1977: 3rd Annual People’s Choice Awards
Die dritten People’s Choice Awards wurden am 5. März 1977 verliehen. Der Moderator war Dick Van Dyke.
| Kategorie                                     | Sieger                                  |
| --------------------------------------------- | --------------------------------------- |
| Favorite All-Around Male Entertainer          | Bob Hope                                |
| Favorite Female TV Performer                  | Mary Tyler Moore                        |
| Favorite TV Variety Program                   | The Carol Burnett Show                  |
| Favorite Male Musical Performer               | John Denver                             |
| Favorite Motion Picture Actress               | Barbra Streisand                        |
| Favorite Overall New TV Program               | Drei Engel für Charlie                  |
| Favorite All-Around Female Entertainer        | Carol Burnett                           |
| Favorite Motion Picture                       | Einer flog über das Kuckucksnest        |
| Favorite Female Performer in a New TV Program | Farrah Fawcett                          |
| Favorite Male TV Performer                    | Telly Savalas                           |
| Favorite TV Dramatic Program                  | Starsky & Hutch                         |
| Favorite TV Comedy Program                    | Happy Days                              |
| Favorite TV Special                           | Olympische Spiele 1976 (ABC)            |
| Favorite Female Musical Performer             | Olivia Newton-John                      |
| Favorite Male Performer in a New TV Program   | Robert Conrad, Dick Van Dyke            |
| Favorite Motion Picture Actor                 | John Wayne                              |
| Favorite New Song                             | „Beth“ (Kiss), „Disco Duck“ (Rick Dees) |

## 1978: 4th Annual People’s Choice Awards
| Kategorie                                     | Sieger                                                                  |
| --------------------------------------------- | ----------------------------------------------------------------------- |
| Favorite Female Performer in a New TV Program | Suzanne Somers                                                          |
| Favorite Motion Picture                       | Krieg der Sterne                                                        |
| Favorite Motion Picture Actor                 | John Wayne                                                              |
| Favorite All-Around Male Entertainer          | Bob Hope                                                                |
| Favorite New Song                             | „Boogie Nights“ (Rod Temperton), „You Light Up My Life“ (Joseph Brooks) |
| Favorite New TV Comedy Program                | Herzbube mit zwei Damen, Love Boat                                      |
| Favorite All-Around Female Entertainer        | Carol Burnett                                                           |
| Favorite New TV Dramatic Program              | Eight is Enough                                                         |
| Favorite Motion Picture Actress               | Barbra Streisand                                                        |
| Favorite TV Comedy Program                    | M*A*S*H                                                                 |
| Favorite Male Musical Performer               | Peter Frampton                                                          |
| Favorite Male Performer in a New TV Program   | Dan Haggerty                                                            |
| Favorite Overall New TV Program               | Eight is Enough                                                         |
| Favorite TV Variety Program                   | The Carol Burnett Show                                                  |
| Favorite Male TV Performer                    | James Garner                                                            |
| Favorite TV Dramatic Program                  | Unsere kleine Farm                                                      |
| Favorite Female TV Performer                  | Mary Tyler Moore                                                        |

## 1979: 5th Annual People’s Choice Awards
Die fünften People’s Choice Awards wurden am 7. März 1979 verliehen. Der Moderator war Dick Van Dyke.
| Kategorie                                     | Sieger                           |
| --------------------------------------------- | -------------------------------- |
| Favorite Female Performer in a New TV Program | Pam Dawber                       |
| Favorite Female TV Performer                  | Mary Tyler Moore, Carol Burnett  |
| Favorite Motion Picture Supporting Actor      | Jerry Reed                       |
| Favorite Non-Musical Motion Picture           | Ich glaub’, mich tritt ein Pferd |
| Favorite Overall Motion Picture               | Grease                           |
| Favorite Overall New TV Program               | Mork vom Ork                     |
| Favorite All-Around Male Entertainer          | Burt Reynolds                    |
| Favorite Motion Picture Actress               | Olivia Newton-John               |
| Favorite All-Around Female Entertainer        | Carol Burnett                    |
| Favorite Motion Picture Supporting Actress    | Stockard Channing                |
| Favorite New TV Comedy Program                | Mork vom Ork                     |
| Favorite TV Comedy Program                    | M*A*S*H                          |
| Favorite TV Dramatic Program                  | Unsere kleine Farm               |
| Favorite TV Variety Program                   | Donny & Marie                    |
| Favorite Male Performer in a New TV Program   | Robin Williams                   |
| Favorite Motion Picture Actor                 | Burt Reynolds                    |
| Favorite Male TV Performer                    | Alan Alda                        |
| Favorite Musical Motion Picture               | Grease                           |
| Favorite Female Musical Performer             | Olivia Newton-John               |
| Favorite Male Musical Performer               | Billy Joel, Andy Gibb            |
| Favorite New Song                             | „Double Vision“ (Foreigner)      |
| Favorite New TV Dramatic Program              | Kampfstern Galactica             |

## 1980: 6th Annual People’s Choice Awards
Die sechste Verleihung der People’s Choice Awards fand am 8. März 1980 statt.
| Kategorie                                     | Sieger                                       |
| --------------------------------------------- | -------------------------------------------- |
| Favorite Motion Picture                       | Rocky II                                     |
| Favorite New Song, Age 12-21                  | „Babe“ (Styx)                                |
| Favorite All-Around Male Entertainer          | Alan Alda                                    |
| Favorite Female Performer in a New TV Program | Stefanie Powers                              |
| Favorite Motion Picture Actress               | Jane Fonda                                   |
| Favorite All-Around Female Entertainer        | Carol Burnett                                |
| Favorite TV Dramatic Program                  | Dallas                                       |
| Favorite Young TV Performer                   | Gary Coleman                                 |
| Favorite Male Performer in a New TV Program   | Robert Wagner                                |
| Favorite Male TV Performer                    | Alan Alda                                    |
| Favorite New TV Dramatic Program              | Hart aber herzlich                           |
| Favorite TV Comedy Program                    | M*A*S*H                                      |
| Favorite Female TV Performer                  | Carol Burnett                                |
| Favorite Motion Picture Actor                 | Burt Reynolds                                |
| Favorite Theme/Song from a Motion Picture     | „The Main Event“ (aus Was, du willst nicht?) |
| Favorite Young Motion Picture Actress         | Kristy McNichol                              |

## 1981: 7th Annual People’s Choice Awards
Die siebte Verleihung der People’s Choice Awards fand am 8. März 1980 statt.
| Kategorie                                     | Sieger                                                                  |
| --------------------------------------------- | ----------------------------------------------------------------------- |
| Favorite All-Around Female Entertainer        | Carol Burnett                                                           |
| Favorite FeMale Musical Performer             | Pat Benatar                                                             |
| Favorite Male TV Performer                    | Alan Alda                                                               |
| Favorite Male Musical Performer               | Kenny Rogers                                                            |
| Favorite Female Performer in a New TV Program | Diana Canova                                                            |
| Favorite New TV Comedy Program                | Too Close for Comfort                                                   |
| Favorite Young TV Performer                   | Gary Coleman                                                            |
| Favorite Young Motion Picture Performer       | Brooke Shields                                                          |
| Favorite Motion Picture                       | Das Imperium schlägt zurück                                             |
| Favorite Female TV Performer                  | Carol Burnett                                                           |
| Favorite Motion Picture Actress               | Jane Fonda, Goldie Hawn                                                 |
| Favorite TV Dramatic Program                  | Dallas                                                                  |
| Favorite TV Mini-Series                       | Shogun                                                                  |
| Favorite Theme/Song from a Motion Picture     | „Nine to Five“ (aus: Warum eigentlich … bringen wir den Chef nicht um?) |
| Favorite Male Performer in a New TV Program   | Tom Selleck                                                             |
| Favorite New Song                             | „Lady“ (Lionel Richie)                                                  |
| Favorite All-Around Male Entertainer          | Alan Alda                                                               |
| Favorite Motion Picture Actor                 | Clint Eastwood                                                          |
| Favorite New TV Dramatic Program              | Magnum P.I.                                                             |
| Favorite TV Comedy Program                    | M*A*S*H                                                                 |

## 1982: 8th Annual People’s Choice Awards
Die achte Verleihung der People’s Choice Awards fand am 10. März 1982 statt. Der Moderator war John Forsythe.
| Kategorie                                     | Sieger                         |
| --------------------------------------------- | ------------------------------ |
| Favorite All-Around Female Entertainer        | Barbara Mandrell               |
| Favorite Country/Western Musical Performer    | Kenny Rogers                   |
| Favorite Female Musical Performer             | Barbara Mandrell               |
| Favorite New Song                             | „Endless Love“ (Lionel Richie) |
| Favorite TV Dramatic Program                  | Dallas                         |
| Favorite Female TV Performer                  | Barbara Mandrell               |
| Favorite Young TV Performer                   | Gary Coleman                   |
| Favorite Male Musical Performer               | Kenny Rogers                   |
| Favorite Overall New TV Program               | Polizeirevier Hill Street      |
| Favorite TV Comedy Program                    | M*A*S*H                        |
| Favorite Male TV Performer                    | Alan Alda                      |
| Favorite New TV Dramatic Program              | Polizeirevier Hill Street      |
| Favorite TV Special                           | Bob Hope                       |
| Favorite Male Performer in a New TV Program   | James Garner                   |
| Favorite Motion Picture                       | Jäger des verlorenen Schatzes  |
| Favorite Female Performer in a New TV Program | Linda Evans                    |
| Favorite Motion Picture Actor                 | Burt Reynolds                  |
| Favorite Motion Picture Actress               | Sally Field, Jane Fonda        |
| Favorite New TV Comedy Program                | Private Benjamin               |
| Favorite All-Around Male Entertainer          | Burt Reynolds                  |

## 1983: 9th Annual People’s Choice Awards
Die neunte Verleihung der People’s Choice Awards fand am 11. März 1983 statt. Der Moderator war Dick Van Dyke.
| Kategorie                                     | Sieger                                                 |
| --------------------------------------------- | ------------------------------------------------------ |
| Favorite Female Performer in a New TV Program | Patty Duke                                             |
| Favorite Motion Picture Actress               | Jane Fonda, Katharine Hepburn                          |
| Favorite All-Around Female Entertainer        | Barbara Mandrell                                       |
| Favorite All-Around Male Entertainer          | Burt Reynolds                                          |
| Favorite New TV Dramatic Program              | Chefarzt Dr. Westphall                                 |
| Favorite TV Comedy Program                    | M*A*S*H                                                |
| Favorite TV Dramatic Program                  | Polizeirevier Hill Street                              |
| Favorite Male Performer in a New TV Program   | David Hasselhoff                                       |
| Favorite Female TV Performer                  | Linda Evans, Loretta Swit                              |
| Favorite Male Musical Performer               | Kenny Rogers                                           |
| Favorite Motion Picture                       | E.T. – Der Außerirdische                               |
| Favorite Young Motion Picture Performer       | Brooke Shields                                         |
| Favorite TV Mini-Series                       | Die Blauen und die Grauen                              |
| Favorite Country Music Performer              | Kenny Rogers                                           |
| Favorite Motion Picture Actor                 | Burt Reynolds                                          |
| Favorite New Song                             | „Truly“ (Lionel Richie), „Eye of the Tiger“ (Survivor) |
| Favorite New TV Comedy Program                | Cheers                                                 |
| Favorite Male TV Performer                    | Tom Selleck                                            |
| Favorite Young TV Performer                   | Gary Coleman                                           |

## 1984: 10th Annual People’s Choice Awards
Die zehnte Verleihung der People’s Choice Awards fand am 15. März 1984 statt. Moderator war Andy Williams.
| Kategorie                                     | Sieger                                                 |
| --------------------------------------------- | ------------------------------------------------------ |
| Favorite All-Around Female Entertainer        | Barbara Mandrell, Barbra Streisand                     |
| Favorite Children’s TV Program                | Sesamstraße                                            |
| Favorite Female TV Performer                  | Linda Evans                                            |
| Favorite TV Comedy Program                    | Herzbube mit zwei Damen                                |
| Favorite Male Performer in a New TV Program   | Mr. T                                                  |
| Favorite TV Dramatic Program                  | Polizeirevier Hill Street, Der Denver-Clan             |
| Favorite TV Mini-Series                       | Dornenvögel                                            |
| Favorite Theme/Song from a Motion Picture     | „What A Feeling“ (aus Flashdance, von Giorgio Moroder) |
| Favorite Young Motion Picture Performer       | Brooke Shields                                         |
| Favorite Female Performer in a New TV Program | Madeline Kahn                                          |
| Favorite Motion Picture                       | Die Rückkehr der Jedi-Ritter                           |
| Favorite Motion Picture Actress               | Meryl Streep                                           |
| Favorite New TV Comedy Program                | Webster                                                |
| Favorite Country Music Performer              | Kenny Rogers                                           |
| Favorite Motion Picture Actor                 | Clint Eastwood, Burt Reynolds                          |
| Favorite New TV Dramatic Program              | Hotel                                                  |
| Favorite Music Video                          | Thriller                                               |
| Favorite All-Around Male Entertainer          | Michael Jackson                                        |
| Favorite Male TV Performer                    | Tom Selleck                                            |
| Favorite Overall New TV Program               | Das A-Team                                             |
| Favorite Young TV Performer                   | Emmanuel Lewis                                         |

## 1985: 11th Annual People’s Choice Awards
Die elfte Verleihung der People’s Choice Awards fand am 12. März 1985 statt. Moderator war John Forsythe.
| Kategorie                                     | Sieger                           |
| --------------------------------------------- | -------------------------------- |
| Favorite Motion Picture Actress               | Meryl Streep                     |
| Favorite Children’s TV Program                | Sesame Street                    |
| Favorite Female Performer in a New TV Program | Phylicia Rashād, Angela Lansbury |
| Favorite Motion Picture Actor                 | Clint Eastwood                   |
| Favorite Country/Western Music Performer      | Kenny Rogers                     |
| Favorite All-Around Male Entertainer          | Eddie Murphy, Tom Selleck        |
| Favorite Female TV Performer                  | Joan Collins, Linda Evans        |
| Favorite TV Dramatic Program                  | Der Denver-Clan                  |
| Favorite Male TV Performer                    | Tom Selleck                      |
| Favorite New TV Comedy Program                | Die Bill Cosby Show              |
| Favorite Young TV Performer                   | Emmanuel Lewis                   |
| All-Time Favorite Entertainer                 | Bob Hope                         |
| Favorite New TV Dramatic Program              | Miami Vice                       |
| Favorite All-Around Female Entertainer        | Barbara Mandrell                 |
| Favorite Female Musical Performer             | Barbara Mandrell                 |
| Favorite Male Performer in a New TV Program   | Bill Cosby                       |
| Favorite Motion Picture                       | Beverly Hills Cop                |
| Favorite New Song                             | Purple Rain                      |
| Favorite TV Comedy Program                    | Die Bill Cosby Show              |

## 1986: 12th Annual People’s Choice Awards
Die Verleihung der zwölften People’s Choice Awards fand am 13. März 1986 statt. Moderator war John Denver
| Kategorie                                     | Sieger                         |
| --------------------------------------------- | ------------------------------ |
| Favorite New Song                             | We Are the World               |
| Favorite New TV Dramatic Program              | Das Imperium – Die Colbys      |
| Favorite All-Around Female Entertainer        | Barbara Mandrell, Meryl Streep |
| Favorite All-Around Male Entertainer          | Bill Cosby                     |
| Favorite Country Music Performer              | Kenny Rogers                   |
| Favorite Male Musical Performer               | Bruce Springsteen              |
| Favorite Male TV Performer                    | Bill Cosby                     |
| Favorite Motion Picture                       | Zurück in die Zukunft          |
| Favorite Motion Picture Actress               | Meryl Streep                   |
| Favorite Female Performer in a New TV Program | Cybill Shepherd                |
| Favorite New TV Comedy Program                | Golden Girls                   |
| Favorite Female TV Performer                  | Linda Evans                    |
| Favorite TV Dramatic Program                  | Der Denver-Clan Miami Vice     |
| Favorite Young TV Performer                   | Emmanuel Lewis                 |
| Favorite Classical Music Performer            | Luciano Pavarotti              |
| Favorite TV Comedy Program                    | Die Bill Cosby Show            |
| Favorite Male Performer in a New TV Program   | Bruce Willis                   |
| Favorite Motion Picture Actor                 | Sylvester Stallone             |

## 1987: 13th Annual People’s Choice Awards
Die dreizehnte Verleihung der People’s Choice Awards fand am 14. März 1987 statt. Moderator war Dick Van Dyke.
| Kategorie                                     | Sieger                            |
| --------------------------------------------- | --------------------------------- |
| Favorite Motion Picture Actress               | Meryl Streep                      |
| Favorite TV Comedy Program                    | Die Bill Cosby Show               |
| Favorite Country Music Performer              | Kenny Rogers                      |
| Favorite Female Performer in a New TV Program | Pam Dawber                        |
| Favorite Female TV Performer                  | Cybill Shepherd                   |
| Favorite Game Show Host                       | Pat Sajak                         |
| Favorite New TV Comedy Program                | Alf                               |
| Favorite All-Around Female Entertainer        | Barbara Mandrell, Cybill Shepherd |
| Favorite Young TV Performer                   | Emmanuel Lewis                    |
| Favorite Motion Picture                       | Top Gun                           |
| Favorite Motion Picture Actor                 | Clint Eastwood                    |
| Favorite New TV Dramatic Program              | L.A. Law                          |
| Favorite Nighttime Dramatic Serial            | Dallas, Der Denver-Clan           |
| Favorite TV Dramatic Program                  | Polizeirevier Hill Street         |
| Favorite All-Around Male Entertainer          | Bill Cosby                        |
| Favorite Female Musical Performer             | Whitney Houston, Madonna          |
| Favorite Male Musical Performer               | Lionel Richie                     |
| Favorite Male Performer in a New TV Program   | Andy Griffith                     |
| Favorite Male TV Performer                    | Bill Cosby                        |
| Favorite Music Video                          | Dancing on the Ceiling            |
| Favorite Musical Group                        | Alabama                           |
| Favorite Talk Show Host                       | Johnny Carson                     |

## 1988: 14th Annual People’s Choice Awards
Die vierzehnte Verleihung der People’s Choice Awards fand am 13. März 1988 statt. Moderatorin war Barbara Mandrell.
| Kategorie                                     | Sieger                                             |
| --------------------------------------------- | -------------------------------------------------- |
| Favorite Female Performer in a New TV Program | Dolly Parton                                       |
| Favorite New TV Dramatic Program              | Die besten Jahre                                   |
| Favorite TV Dramatic Program                  | L.A. Law                                           |
| Favorite Young TV Performer                   | Kirk Cameron, Keshia Knight Pulliam                |
| Favorite Female TV Performer                  | Cybill Shepherd                                    |
| Favorite Male Musical Performer               | Kenny Rogers                                       |
| Favorite Motion Picture Actress               | Glenn Close                                        |
| Favorite All-Around Male Entertainer          | Bill Cosby                                         |
| Favorite Comedy Motion Picture                | Noch drei Männer, noch ein Baby                    |
| Favorite Dramatic Motion Picture              | Eine verhängnisvolle Affäre                        |
| Favorite Female Musical Performer             | Whitney Houston                                    |
| Favorite Male Performer in a New TV Program   | John Ritter                                        |
| Favorite All-Time Motion Picture Star         | Clint Eastwood                                     |
| Favorite All-Time Song                        | „Somewhere My Love (Lara’s Theme)“ (Maurice Jarre) |
| Favorite Rock Group                           | Bon Jovi                                           |
| Favorite TV Comedy Program                    | Die Bill Cosby Show                                |
| Favorite All-Time TV Star                     | Bill Cosby                                         |
| Favorite All-Time Musical Star                | Barbra Streisand                                   |
| Favorite Male TV Performer                    | Bill Cosby                                         |
| Favorite Motion Picture Actor                 | Michael Douglas                                    |
| Favorite All-Around Female Entertainer        | Dolly Parton                                       |
| Favorite New TV Comedy Program                | College Fieber, Ein Vater zuviel                   |
| Favorite Talk Show Host                       | Oprah Winfrey                                      |

## 1989: 15th Annual People’s Choice Awards
Die fünfzehnte Verleihung der People’s Choice Awards fand am 12. März 1989 statt. Moderatorin war Brett Butler.
| Kategorie                                     | Sieger                 |
| --------------------------------------------- | ---------------------- |
| Favorite Actress In A Dramatic Motion Picture | Meryl Streep           |
| Favorite All-Around Female Star               | Cher                   |
| Favorite Male Musical Performer               | Randy Travis           |
| Favorite Female Musical Performer             | Whitney Houston        |
| Favorite Music Video                          | Smooth Criminal        |
| Favorite Female Performer In A New TV Series  | Roseanne Barr          |
| Favorite New TV Comedy Program                | Roseanne               |
| Favorite TV Mini-Series                       | Feuersturm und Asche   |
| All-Time Favorite Motion Picture              | Vom Winde verweht      |
| Favorite Actor In A Comedy Motion Picture     | Eddie Murphy           |
| Favorite Actor In A Dramatic Motion Picture   | Dustin Hoffman         |
| Favorite Female TV Performer                  | Phylicia Rashād        |
| Favorite Male Performer In A New TV Series    | John Goodman           |
| Favorite New TV Dramatic Program              | China Beach            |
| Favorite All-Around Male Star                 | Bill Cosby             |
| Favorite Actress In A Comedy Motion Picture   | Bette Midler           |
| Favorite Male TV Performer                    | Bill Cosby             |
| Favorite TV Comedy Program                    | Die Bill Cosby Show    |
| Favorite TV Dramatic Program                  | L.A. Law               |
| Favorite Young TV Performer                   | Kirk Cameron           |
| All-Time Favorite TV Program                  | The Cosby Show         |
| Favorite Comedy Motion Picture                | Big, Twins – Zwillinge |
| Favorite Dramatic Motion Picture              | Rain Man               |

## 1990: 16th Annual People’s Choice Awards
Die sechzehnte Verleihung der People’s Choice Awards fand am 11. März 1990 statt. Moderatoren waren Valerie Harper, Barbara Mandrell und Fred Savage.
| Kategorie                                    | Sieger                      |
| -------------------------------------------- | --------------------------- |
| Favorite All-Around Male Entertainer         | Bill Cosby                  |
| Favorite Female Musical Performer            | Paula Abdul                 |
| Favorite TV Comedy Series                    | Die Bill Cosby Show         |
| Favorite Country Music Performer             | Kenny Rogers, Randy Travis  |
| Favorite Late Night Talk Show Host           | Arsenio Hall                |
| Favorite Motion Picture                      | Batman                      |
| Favorite Motion Picture Actor                | Tom Cruise                  |
| Favorite Young TV Performer                  | Fred Savage                 |
| World Favorite Motion Picture Actor          | Dustin Hoffman              |
| Favorite Male Musical Performer              | Bobby Brown                 |
| Favorite Male TV Performer                   | Bill Cosby                  |
| Favorite All-Around Female Entertainer       | Roseanne Barr               |
| Favorite Female TV Performer                 | Roseanne Barr               |
| Favorite New TV Comedy Series                | Doogie Howser, M.D.         |
| Favorite New TV Dramatic Series              | Rescue 911                  |
| Favorite TV Dramatic Series                  | L.A. Law                    |
| Favorite Comedy Motion Picture               | Kuck mal, wer da spricht!   |
| Favorite Female Performer In A New TV Series | Jamie Lee Curtis            |
| Favorite Male Performer In A New TV Series   | Neil Patrick Harris         |
| World Favorite Motion Picture Actress        | Meryl Streep                |
| Favorite Dramatic Motion Picture             | Magnolien aus Stahl, Batman |
| Favorite Motion Picture Actress              | Meryl Streep                |

## 1991: 17th Annual People’s Choice Awards
Die Verleihung der siebzehnten People’s Choice Awards fand am 11. März 1991 statt. Moderator war Burt Reynolds.
| Kategorie                                    | Sieger                        |
| -------------------------------------------- | ----------------------------- |
| Favorite Male Musical Performer              | MC Hammer                     |
| Favorite Male Performer In A New TV Series   | Burt Reynolds                 |
| Favorite TV Dramatic Series                  | L.A. Law                      |
| Favorite All-Around Female Entertainer       | Julia Roberts                 |
| Favorite All-Around Male Entertainer         | Bill Cosby                    |
| Favorite Comedy Motion Picture               | Pretty Woman                  |
| Favorite Motion Picture Actress              | Julia Roberts                 |
| Favorite Young TV Performer                  | Fred Savage                   |
| Favorite Dramatic Motion Picture             | Ghost – Nachricht von Sam     |
| Favorite Motion Picture Actor                | Mel Gibson                    |
| Favorite New TV Comedy Series                | In Living Color, Die Simpsons |
| Favorite Female Musical Performer            | Paula Abdul                   |
| Favorite Female TV Performer                 | Kirstie Alley                 |
| Favorite New TV Dramatic Series              | Equal Justice                 |
| Favorite Male TV Performer                   | Bill Cosby                    |
| Favorite News-Oriented Information Series    | 60 Minutes                    |
| Favorite TV Mini-Series                      | Der Amerikanische Bürgerkrieg |
| Favorite New Song                            | „Ice Ice Baby“ (Vanilla Ice)  |
| Favorite Female Performer In A New TV Series | Carol Burnett                 |
| Favorite TV Comedy Series                    | Cheers                        |

## 1992: 18th Annual People’s Choice Awards
Die achtzehnte Verleihung der People’s Choice Awards fand am 17. März 1992 in den Universal Studios statt. Moderator war Kenny Rogers.
| Kategorie                                     | Sieger                               |
| --------------------------------------------- | ------------------------------------ |
| Favorite Actor In A Comedy Motion Picture     | Steve Martin                         |
| Favorite Female Performer In A New TV Series  | Suzanne Somers                       |
| Favorite Male Performer In A Daytime Serial   | Eric Braeden                         |
| Favorite Male Performer In A New TV Series    | Tim Allen                            |
| Favorite New TV Dramatic Series               | Homefront                            |
| Favorite Comedy Motion Picture                | City Slickers – Die Großstadt-Helden |
| Favorite Female Country Music Performer       | Reba McEntire                        |
| Favorite Female Musical Performer             | Reba McEntire                        |
| Favorite Actress In A Comedy Motion Picture   | Julia Roberts                        |
| Favorite Actress In A Dramatic Motion Picture | Julia Roberts                        |
| Favorite New TV Comedy Series                 | Hör mal, wer da hämmert              |
| Favorite Female Performer In A Daytime Serial | Susan Lucci                          |
| Favorite Male Country Music Performer         | Garth Brooks                         |
| Favorite Male TV Performer                    | Bill Cosby                           |
| Favorite TV Dramatic Series                   | L.A. Law                             |
| Favorite Actor In A Dramatic Motion Picture   | Kevin Costner                        |
| Favorite Motion Picture                       | Terminator 2 – Tag der Abrechnung    |
| Favorite TV Comedy Series                     | Die Bill Cosby Show                  |
| Favorite Female TV Performer                  | Candice Bergen                       |
| Favorite TV Series Among Young People         | Beverly Hills, 90210                 |
| Favorite Dramatic Motion Picture              | Das Schweigen der Lämmer             |
| Favorite Male Musical Performer               | Garth Brooks                         |

## 1993: 19th Annual People’s Choice Awards
Die Verleihung der neunzehnten People’s Choice Awards fand am 17. März 1993 in den Universal Studios statt. Moderatoren waren John Ritter und Jane Seymour.
| Kategorie                                     | Sieger                                     |
| --------------------------------------------- | ------------------------------------------ |
| Favorite Female Country Music Performer       | Reba McEntire                              |
| Favorite Male Country Music Performer         | Garth Brooks                               |
| Favorite Motion Picture Actor                 | Kevin Costner                              |
| Favorite Motion Picture Actress               | Whoopi Goldberg                            |
| Favorite TV Dramatic Series                   | L.A. Law – Staranwälte, Tricks, Prozesse   |
| Favorite Female Musical Performer             | Whitney Houston                            |
| Favorite Motion Picture                       | Eine Frage der Ehre                        |
| Favorite New TV Comedy Series                 | Martin                                     |
| Favorite Actor In A Comedy Motion Picture     | Steve Martin                               |
| Favorite Comedy Motion Picture                | Kevin – Allein in New York, Sister Act     |
| Favorite New TV Dramatic Series               | Melrose Place                              |
| Favorite Actress In A Comedy Motion Picture   | Whoopi Goldberg                            |
| Favorite Actress In A Dramatic Motion Picture | Demi Moore                                 |
| Favorite Dramatic Motion Picture              | Eine Frage der Ehre                        |
| Favorite Male Musical Performer               | Garth Brooks                               |
| Favorite Male TV Performer                    | Tim Allen                                  |
| Favorite Musical Group or Band                | Alabama                                    |
| Favorite New Music Video                      | „I Will Always Love You“ (Whitney Houston) |
| Favorite Female TV Performer                  | Candice Bergen                             |
| Favorite TV Comedy Series                     | Hör mal, wer da hämmert                    |
| Favorite Actor In A Dramatic Motion Picture   | Kevin Costner                              |
| Favorite TV Daytime Serial                    | All My Children, Schatten der Leidenschaft |

## 1994: 20th Annual People’s Choice Awards
Die Verleihung der zwanzigsten People’s Choice Awards fand am 8. März 1994 statt. Moderator war Paul Reiser.
| Kategorie                                     | Sieger                  |
| --------------------------------------------- | ----------------------- |
| Favorite Actress In A Dramatic Motion Picture | Julia Roberts           |
| Favorite Actor In A Dramatic Motion Picture   | Tom Cruise              |
| Favorite New TV Comedy Series                 | Frasier, Grace          |
| Favorite TV Dramatic Series                   | NYPD Blue               |
| Favorite Female Country Music Performer       | Reba McEntire           |
| Favorite Male Musical Performer               | Garth Brooks            |
| Favorite Actress In A Comedy Motion Picture   | Whoopi Goldberg         |
| Favorite Comedy Motion Picture                | Mrs. Doubtfire          |
| Favorite Rock Group                           | Aerosmith               |
| Favorite Actor In A Comedy Motion Picture     | Robin Williams          |
| Favorite Dramatic Motion Picture              | The Firm                |
| Favorite Male TV Performer                    | Tim Allen               |
| Favorite Female Performer In A New TV Series  | Brett Butler            |
| Favorite Female TV Performer                  | Roseanne Arnold         |
| Favorite Male Performer In A New TV Series    | Kelsey Grammer          |
| Favorite New TV Dramatic Series               | NYPD Blue               |
| Favorite TV Comedy Series                     | Hör mal, wer da hämmert |
| Favorite Motion Picture                       | Jurassic Park           |

## 1995: 21st Annual People’s Choice Awards
Die Verleihung der einundzwanzigsten People’s Choice Awards fand am 5. März 1995 in den Universal Studios statt. Moderatoren waren Tim Daly und Annie Potts.
| Kategorie                                     | Sieger                                    |
| --------------------------------------------- | ----------------------------------------- |
| Favorite Female Musical Performer             | Reba McEntire                             |
| Favorite Male Musical Performer               | Garth Brooks                              |
| Favorite Male Performer In A New TV Series    | Anthony Edwards                           |
| Favorite New TV Dramatic Series               | Emergency Room – Die Notaufnahme          |
| Favorite Rock Group                           | Aerosmith                                 |
| Favorite Actor In A Comedy Motion Picture     | Tim Allen                                 |
| Favorite Dramatic Motion Picture              | Forrest Gump                              |
| Favorite Motion Picture                       | Forrest Gump                              |
| Favorite New TV Comedy Series                 | Friends                                   |
| Favorite TV Comedy Series                     | Hör mal, wer da hämmert                   |
| Favorite TV Dramatic Series                   | Emergency Room – Die Notaufnahme          |
| Favorite Actor In A Dramatic Motion Picture   | Tom Hanks                                 |
| Favorite Female TV Performer                  | Roseanne Barr                             |
| Favorite Actress In A Dramatic Motion Picture | Jodie Foster                              |
| Favorite Comedy Motion Picture                | The Santa Clause – Eine schöne Bescherung |
| Favorite Female Performer In A New TV Series  | Ellen DeGeneres                           |
| Favorite Actress In A Comedy Motion Picture   | Whoopi Goldberg                           |
| Favorite Male TV Performer                    | Tim Allen                                 |

## 1996: 22nd Annual People’s Choice Awards
Die Verleihung der 22. People’s Choice Awards fand am 10. März 1996 statt. Moderatorin war Brett Butler.
| Kategorie                                     | Sieger                           |
| --------------------------------------------- | -------------------------------- |
| Favorite Female Performer In A New TV Series  | Lea Thompson                     |
| Favorite Male Musical Performer               | Garth Brooks                     |
| Favorite Actress In A Comedy Motion Picture   | Whoopi Goldberg                  |
| Favorite Actress In A Dramatic Motion Picture | Demi Moore                       |
| Favorite Comedy Motion Picture                | Der dritte Frühling              |
| Favorite Motion Picture                       | Apollo 13                        |
| Favorite Male Performer In A New TV Series    | Drew Carey, Jeff Foxworthy       |
| Favorite Male TV Performer                    | Tim Allen                        |
| Favorite Motion Picture Actress               | Sandra Bullock                   |
| Favorite New TV Comedy Series                 | Caroline in the City             |
| Favorite TV Comedy Series                     | Seinfeld                         |
| Favorite Actor In A Dramatic Motion Picture   | Tom Hanks                        |
| Favorite Dramatic Motion Picture              | Apollo 13                        |
| Favorite Female TV Performer                  | Candice Bergen                   |
| Favorite New TV Dramatic Series               | Murder One                       |
| Favorite Rock Group                           | Hootie and the Blowfish          |
| Favorite Actor In A Comedy Motion Picture     | Jim Carrey                       |
| Favorite Female Musical Performer             | Reba McEntire                    |
| Favorite Motion Picture Actor                 | Tom Hanks                        |
| Favorite TV Dramatic Series                   | Emergency Room – Die Notaufnahme |

## 1997: 23rd Annual People’s Choice Awards
Die Verleihung der 23. People’s Choice Awards fand am 12. Januar 1997 statt. Moderatoren waren Roma Downey und Don Johnson.
| Kategorie                                    | Sieger                     |
| -------------------------------------------- | -------------------------- |
| Favorite Daytime Serial                      | Zeit der Sehnsucht         |
| Favorite Dramatic Motion Picture             | Independence Day           |
| Favorite Motion Picture Actor                | Mel Gibson                 |
| Favorite Female Musical Performer            | Reba McEntire              |
| Favorite Motion Picture Actress              | Sandra Bullock             |
| Favorite New TV Comedy Series                | Cosby                      |
| Favorite TV Dramatic Series                  | Emergency Room             |
| Favorite Comedy Motion Picture               | Der verrückte Professor    |
| Favorite Female TV Performer                 | Oprah Winfrey              |
| Favorite Male Performer In A New TV Series   | Bill Cosby, Michael J. Fox |
| Favorite Male TV Performer                   | Tim Allen                  |
| Favorite Male Musical Performer              | Garth Brooks               |
| Favorite New TV Dramatic Series              | MillenniuM                 |
| Favorite TV Comedy Series                    | Seinfeld                   |
| Favorite Female Performer In A New TV Series | Brooke Shields             |
| People’s Choice Awards Honoree               | Rob Reiner                 |

## 1998: 24th Annual People’s Choice Awards
Die Verleihung der 24. People’s Choice Awards fand am 11. Januar 1998 statt. Moderatoren waren Ray Romano und Reba McEntire.
| Kategorie                                    | Sieger                           |
| -------------------------------------------- | -------------------------------- |
| Favorite Female TV Performer                 | Oprah Winfrey                    |
| Favorite TV Dramatic Series                  | Emergency Room                   |
| Favorite Motion Picture Actor                | Harrison Ford                    |
| Favorite Dramatic Motion Picture             | Jerry Maguire – Spiel des Lebens |
| Favorite Female Performer In A New TV Series | Kirstie Alley                    |
| Favorite New TV Comedy Series                | Veronica’s Closet, Dharma & Greg |
| Favorite TV Comedy Series                    | Seinfeld                         |
| Favorite Daytime Serial                      | Zeit der Sehnsucht               |
| Favorite Male Performer In A New TV Series   | Tony Danza                       |
| Favorite Female Musical Performer            | Whitney Houston, Reba McEntire   |
| Favorite Comedy Motion Picture               | Der Dummschwätzer                |
| Favorite Male Musical Performer              | Garth Brooks                     |
| Favorite Male TV Performer                   | Tim Allen                        |
| Favorite Motion Picture Actress              | Julia Roberts                    |
| Favorite New TV Dramatic Series              | Brooklyn South                   |

## 1999: 25th Annual People’s Choice Awards
Die Verleihung der 25. People’s Choice Awards fand am 10. Januar 1999 statt. Moderator war Ray Romano.
| Kategorie                                    | Sieger              |
| -------------------------------------------- | ------------------- |
| Favorite Female Musical Performer            | Céline Dion         |
| Favorite Male Performer In A New TV Series   | Nathan Lane         |
| Favorite Male TV Performer                   | Tim Allen           |
| Favorite Motion Picture Actress              | Sandra Bullock      |
| All Time Favorite Motion Picture Star        | Harrison Ford       |
| Favorite Comedy Motion Picture               | Verrückt nach Mary  |
| Favorite TV Dramatic Series                  | Emergency Room      |
| All Time Favorite Musical Performer          | Elton John          |
| All Time Favorite TV Star                    | Bill Cosby          |
| Favorite New TV Comedy Series                | Jesse, Will & Grace |
| Favorite Dramatic Motion Picture             | Titanic             |
| Favorite Female TV Performer                 | Helen Hunt          |
| Favorite Male Musical Performer              | Garth Brooks        |
| Favorite TV Comedy Series                    | Frasier, Seinfeld   |
| Favorite Female Performer In A New TV Series | Christina Applegate |
| Favorite New TV Dramatic Series              | L.A. Doctors        |
| Favorite Motion Picture                      | Titanic             |
| Favorite Motion Picture Actor                | Tom Hanks           |

## 2000: 26th Annual People’s Choice Awards
Die 26. Verleihung der People’s Choice Awards fand am 9. Januar 2000 statt. Moderatoren waren Don Johnson und Cheech Marin.
| Kategorie                                    | Sieger               |
| -------------------------------------------- | -------------------- |
| Favorite Female TV Performer                 | Calista Flockhart    |
| Favorite Motion Picture Star In A Comedy     | Adam Sandler         |
| Favorite Motion Picture Star In A Drama      | Bruce Willis         |
| Favorite Female Musical Performer            | Shania Twain         |
| Favorite Male Performer In A New TV Series   | Billy Campbell       |
| Favorite Dramatic Motion Picture             | The Sixth Sense      |
| Favorite Female Performer In A New TV Series | Jennifer Love Hewitt |
| Favorite Male Musical Performer              | Ricky Martin         |
| Favorite Motion Picture Actress              | Julia Roberts        |
| Favorite Musical Group Or Band               | Backstreet Boys      |
| Favorite Comedy Motion Picture               | Big Daddy            |
| Favorite Male TV Performer                   | Drew Carey           |
| Favorite TV Comedy Series                    | Friends              |
| Favorite TV Dramatic Series                  | Emergency Room       |
| Favorite Motion Picture                      | The Sixth Sense      |
| Favorite Motion Picture Actor                | Harrison Ford        |
| Favorite New TV Comedy Series                | Männer ohne Nerven   |
| Favorite New TV Dramatic Series              | Providence           |

## 2001: 27th Annual People’s Choice Awards
Die 27. Verleihung der People’s Choice Awards fand am 7. Januar 2001 statt. Moderator war Kevin James.
| Kategorie                                    | Sieger                         |
| -------------------------------------------- | ------------------------------ |
| Favorite Male Musical Performer              | Garth Brooks                   |
| Favorite New TV Dramatic Series              | Dark Angel                     |
| Favorite Female Performer In A New TV Series | Bette Midler                   |
| Favorite Female TV Performer                 | Jennifer Aniston               |
| Favorite Comedy Motion Picture               | Meine Braut, ihr Vater und ich |
| Favorite Motion Picture                      | The Green Mile                 |
| Favorite Motion Picture Actress              | Julia Roberts                  |
| Favorite Motion Picture Stars In A Comedy    | Jim Carrey                     |
| Favorite New TV Comedy Series                | Ed                             |
| Favorite Dramatic Motion Picture             | The Green Mile                 |
| Favorite Motion Picture Actor                | Mel Gibson                     |
| Favorite Motion Picture Star In A Comedy     | Mel Gibson                     |
| Favorite Musical Group or Band               | *NSYNC                         |
| Favorite Female Musical Performer            | Faith Hill                     |
| Favorite Male TV Performer                   | Drew Carey                     |
| Favorite TV Dramatic Series                  | Emergency Room                 |
| Favorite Male Performer In A New TV Series   | John Goodman                   |
| Favorite Reality Based TV Program            | Survivor                       |
| Favorite TV Comedy Series                    | Friends                        |

## 2002: 28th Annual People’s Choice Awards
Die 28. Verleihung der People’s Choice Awards fand am 13. Januar 2002 statt. Moderator war Kevin James.
| Kategorie                                    | Sieger                     |
| -------------------------------------------- | -------------------------- |
| Favorite Female Performer In A New TV Series | Reba McEntire              |
| Favorite Daytime Serial                      | Zeit der Sehnsucht         |
| Favorite Female TV Performer                 | Jennifer Aniston           |
| Favorite Male Musical Performer              | Garth Brooks               |
| Favorite Musical Group or Band               | *NSYNC                     |
| Favorite Motion Picture Actor                | Tom Hanks                  |
| Favorite New TV Dramatic Series              | Alias                      |
| Favorite Actor In A Dramatic Motion Picture  | Tom Hanks                  |
| Favorite Female Musical Performer            | Faith Hill                 |
| Favorite Reality/Gameshow                    | Survivor                   |
| Favorite TV Comedy Series                    | Friends                    |
| Favorite TV Dramatic Series                  | Emergency Room             |
| Favorite New TV Comedy Series                | What’s Up, Dad?            |
| Favorite Actor In A Comedy Motion Picture    | Eddie Murphy               |
| Favorite Male Performer In A New TV Series   | Damon Wayans               |
| Favorite Male TV Performer                   | Kelsey Grammer, Ray Romano |
| Favorite Motion Picture                      | Shrek                      |
| Favorite Motion Picture Actress              | Julia Roberts              |

## 2003: 29th Annual People’s Choice Awards
Die 29. Verleihung der People’s Choice Awards fand am 12. Januar 2003 im Pasadena Civic Auditorium statt. Moderator war Tony Danza.
| Kategorie                         | Sieger                                        |
| --------------------------------- | --------------------------------------------- |
| Favorite Female Musical Performer | Faith Hill                                    |
| Favorite Male TV Performer        | Ray Romano                                    |
| Favorite Motion Picture Actress   | Julia Roberts                                 |
| Favorite Reality/Game Show        | Survivor:Thailand                             |
| Favorite Female TV Performer      | Jennifer Aniston                              |
| Favorite New TV Dramatic Series   | CSI: Miami, CSI: Den Tätern auf der Spur      |
| Favorite Daytime Serial           | Zeit der Sehnsucht                            |
| Favorite Motion Picture           | Der Herr der Ringe: Die Gefährten, Spider-Man |
| Favorite Motion Picture Actor     | Mel Gibson                                    |
| Favorite Musical Group or Band    | Creed, Dixie Chicks                           |
| Favorite New TV Comedy Series     | Meine wilden Töchter                          |
| Favorite Male Musical Performer   | Eminem                                        |
| Favorite TV Comedy Series         | Friends                                       |
| Favorite Comedy Motion Picture    | My Big Fat Greek Wedding                      |

## 2004: 30th Annual People’s Choice Awards
Die 30. Verleihung der People’s Choice Awards fand am 11. Januar 2004 statt.
| Kategorie                         | Sieger                             |
| --------------------------------- | ---------------------------------- |
| Favorite Comedy Motion Picture    | Bruce Almighty                     |
| Favorite Motion Picture           | Fluch der Karibik                  |
| Favorite Motion Picture Actor     | Mel Gibson                         |
| Favorite Motion Picture Actress   | Julia Roberts                      |
| Favorite New TV Comedy Series     | Two and a Half Men                 |
| Favorite TV Dramatic Series       | CSI: Den Tätern auf der Spur       |
| Favorite Reality Based TV Program | Survivor: Pearl Islands            |
| Favorite Talk Show Host           | Oprah Winfrey                      |
| Favorite Female TV Performer      | Jennifer Aniston                   |
| Favorite Female Musical Performer | Faith Hill, Beyoncé                |
| Favorite Male TV Performer        | Ray Romano                         |
| Favorite Musical Group or Band    | matchbox twenty                    |
| Favorite New TV Dramatic Series   | Die himmlische Joan                |
| Favorite TV Comedy Series         | Friends                            |
| Favorite Dramatic Motion Picture  | Der Herr der Ringe: Die zwei Türme |
| Favorite Male Musical Performer   | Tim McGraw                         |
| Favorite All-Time Entertainer     | Tom Hanks                          |

## 2005: 31st Annual People’s Choice Awards
Die Verleihung der People’s Choice Awards fand am 9. Januar 2005 statt. Moderatoren waren Jason Alexander und Malcolm Jamal Warner.
| Kategorie                          | Sieger                                            |
| ---------------------------------- | ------------------------------------------------- |
| Favorite Female TV Performer       | Marg Helgenberger                                 |
| Favorite New TV Comedy Series      | Joey                                              |
| Favorite On-Screen Match-Up        | Drew Barrymore und Adam Sandler in 50 erste Dates |
| Favorite TV Comedy Series          | Will & Grace                                      |
| Favorite Comedy Motion Picture     | Shrek 2                                           |
| Favorite Funny Male                | Jim Carrey                                        |
| Favorite Look                      | Kate Hudson                                       |
| Favorite Motion Picture            | Fahrenheit 9/11                                   |
| Favorite Reality Show Other        | Newlyweds                                         |
| Favorite Country Group             | Brooks & Dunn                                     |
| Favorite Funny Female              | Ellen DeGeneres                                   |
| Favorite Movie Villain             | Die Gute Fee in Shrek 2 (Jennifer Saunders)       |
| Leading Actress                    | Renée Zellweger                                   |
| Favorite Combined Forces           | Ludacris, Lil Jon, Usher: „Yeah!“                 |
| Favorite Male Musical Performer    | Usher                                             |
| Favorite Musical Group or Band     | U2                                                |
| Leading Actor                      | Brad Pitt                                         |
| Favorite Country Female Singer     | Shania Twain                                      |
| Favorite Country Male Singer       | Tim McGraw                                        |
| Favorite Remake                    | „The First Cut is the Deepest“ (Sheryl Crow)      |
| Favorite Sequel                    | Shrek 2                                           |
| Favorite Animated Movie            | Shrek 2                                           |
| Favorite Animated Movie Star       | Esel in Shrek 2 (Eddie Murphy)                    |
| Favorite Daytime Talk Show Host    | Ellen DeGeneres                                   |
| Favorite Motion Picture Actress    | Julia Roberts                                     |
| Favorite Female Musical Performer  | Alicia Keys                                       |
| Pantene Fan Favorite Hair          | Jennifer Garner                                   |
| Favorite Late Night Talk Show Host | David Letterman                                   |
| Favorite Male Action Star          | Will Smith                                        |
| Crest Fan’s Favorite Smile Award   | Julia Roberts                                     |
| Favorite TV Dramatic Series        | CSI: Den Tätern auf der Spur                      |
| Favorit e Dramatic Motion Picture  | Die Passion Christi                               |
| Favorite Female Action Star        | Angelina Jolie                                    |
| Favorite Male TV Performer         | Matt LeBlanc                                      |
| Favorite Motion Picture Actor      | Johnny Depp                                       |
| Favorite Reality Show Makeover     | Das Hausbau-Kommando                              |
| Favorite New TV Drama              | Desperate Housewives                              |
| Favorite Reality Show Competition  | American Idol                                     |

## 2006: 32nd Annual People’s Choice Awards
Die 32. Verleihung der People’s Choice Awards fand am 10. Januar 2006 statt. Moderator war Craig Ferguson.
| Kategorie                             | Sieger                                                                             |
| ------------------------------------- | ---------------------------------------------------------------------------------- |
| Favorite Dramatic Motion Picture      | Star Wars: Episode III – Die Rache der Sith                                        |
| Favorite Female Musical Performer     | Kelly Clarkson                                                                     |
| Favorite Female TV Performer          | Jennifer Garner                                                                    |
| Favorite Motion Picture Actor         | Johnny Depp                                                                        |
| Favorite Song from A Movie            | „These Boots are Made for Walking“ (Jessica Simpson, Ein Duke kommt selten allein) |
| Favorite Talk Show                    | Ellen DeGeneres                                                                    |
| Favorite Male Action Star             | Matthew McConaughey                                                                |
| Crest Whitestrips Fans Favorite Smile | Cameron Diaz                                                                       |
| Olay Total Effects Fans Favorite Look | Jennifer Aniston                                                                   |
| Favorite Funny Female                 | Ellen DeGeneres                                                                    |
| Favorite Funny Male                   | Adam Sandler                                                                       |
| Favorite Male TV Performer            | Ray Romano                                                                         |
| Favorite New TV Dramatic Series       | Prison Break                                                                       |
| Favorite Reality Show Competition     | American Idol                                                                      |
| Favorite On-Screen Match-Up           | Vince Vaughn und Owen Wilson in Die Hochzeits-Crasher                              |
| Favorite Comedy Motion Picture        | Die Hochzeits-Crasher                                                              |
| Favorite Female Action Star           | Jennifer Garner                                                                    |
| Favorite Male Musical Performer       | Tim McGraw                                                                         |
| Favorite Musical Group or Band        | Green Day                                                                          |
| Favorite TV Comedy Series             | Alle lieben Raymond                                                                |
| Favorite Late Night Talk Show Host    | Jay Leno                                                                           |
| Favorite Motion Picture               | Star Wars: Episode III – Die Rache der Sith                                        |
| Favorite Motion Picture Actress       | Sandra Bullock                                                                     |
| Favorite New TV Comedy Series         | My Name Is Earl                                                                    |
| Leading Actress                       | Reese Witherspoon                                                                  |
| Leading Actor                         | Brad Pitt                                                                          |
| Favorite Family Movie                 | Charlie und die Schokoladenfabrik                                                  |
| Favorite Reality Show Other           | Das Hausbau-Kommando                                                               |
| Favorite TV Dramatic Series           | CSI: Crime Scene Investigation                                                     |
| Favorite Tour                         | U2                                                                                 |
| Nice’N Easy Fans Favorite Hair        | Faith Hill                                                                         |

## 2007: 33rd Annual People’s Choice Awards
Die Verleihung der 33. People’s Choice Awards fand am 9. Januar 2007 statt. Die Moderatorin war Queen Latifah.
| Kategorie                   | Sieger                                                                          |
| --------------------------- | ------------------------------------------------------------------------------- |
| Favorite On-Screen Match Up | Johnny Depp & Keira Knightley in Pirates of the Caribbean – Fluch der Karibik 2 |
| Favorite New TV Drama       | Heroes                                                                          |
| Favorite Male TV Star       | Patrick Dempsey                                                                 |
| Favorite Male Singer        | Kenny Chesney                                                                   |
| Favorite Group              | Nickelback                                                                      |
| Favorite Country Song       | „Before He Cheats“, Carrie Underwood                                            |
| Favorite Leading Man        | Vince Vaughn                                                                    |
| Favorite Movie Drama        | Pirates of the Caribbean – Fluch der Karibik 2                                  |
| Favorite TV Drama           | Grey’s Anatomy                                                                  |
| Favorite TV Comedy          | Two and a Half Men                                                              |
| Favorite Reality Show       | American Idol                                                                   |
| Favorite Pop Song           | „Hips Don’t Lie“ (Shakira)                                                      |
| Favorite Hip-Hop Song       | „Ridin’“ (Chamillionaire)                                                       |
| Favorite Song from A Movie  | „Life is a Highway“ (Rascal Flatts, Cars)                                       |
| Favorite Funny Female Star  | Ellen DeGeneres                                                                 |
| Favorite Movie              | Pirates of the Caribbean – Fluch der Karibik 2                                  |
| Favorite Family Movie       | Cars                                                                            |
| Favorite Female TV Star     | Eva Longoria                                                                    |
| Favorite Female Movie Star  | Jennifer Aniston                                                                |
| Favorite Male Action Star   | Johnny Depp                                                                     |
| Favorite Talk Show Host     | Ellen DeGeneres                                                                 |
| Favorite Female Singer      | Carrie Underwood                                                                |
| Favorite Remake             | „Life is a Highway“ (Rascal Flatts)                                             |
| Favorite Funny Male Star    | Robin Williams                                                                  |
| Favorite Male Movie Star    | Johnny Depp                                                                     |
| Favorite Leading Lady       | Cameron Diaz                                                                    |
| Favorite Female Action Star | Halle Berry                                                                     |
| Favorite New TV Comedy      | The Class                                                                       |
| Favorite Rock Song          | „Who Says You Can’t Go Home“ (Bon Jovi)                                         |
| Favorite R&B Song           | „SexyBack“ (Justin Timberlake)                                                  |
| Favorite Movie Comedy       | Klick                                                                           |
| Favorite Animated Comedy    | Die Simpsons                                                                    |

## 2008: 34th Annual People’s Choice Awards
Die Verleihung der 34. People’s Choice Awards fand am 8. Januar 2008 statt. Moderatorin war Queen Latifah.
| Kategorie                               | Sieger                                                        |
| --------------------------------------- | ------------------------------------------------------------- |
| Favorite Female Singer                  | Gwen Stefani                                                  |
| Favorite Male Singer                    | Justin Timberlake                                             |
| Favorite Group                          | Rascal Flatts                                                 |
| Favorite Rock Song                      | „Home“ (Daughtry)                                             |
| Favorite R&B Song                       | „Shut up and Drive“ (Rihanna)                                 |
| Favorite Country Song                   | „Stand“ (Rascal Flatts)                                       |
| Favorite Hip-Hop Song                   | „Give It to Me“ (Timbaland, Justin Timberlake, Nelly Furtado) |
| Favorite Pop Song                       | „What Goes Around…Comes Around“ (Justin Timberlake)           |
| Favorite Song from A Soundtrack         | „You Can’t Stop the Beat“ (Hairspray)                         |
| Favorite Reunion Tour                   | The Police                                                    |
| Favorite TV Drama                       | Dr. House                                                     |
| Favorite TV Comedy                      | Two and a Half Men                                            |
| Favorite Animated Comedy                | Die Simpsons                                                  |
| Favorite Competition/Reality Show       | Dancing with the Stars                                        |
| Favorite Game Show                      | Deal or No Deal                                               |
| Favorite Female TV Star                 | Katherine Heigl                                               |
| Favorite Male TV Star                   | Patrick Dempsey                                               |
| Favorite Talk Show Host                 | Ellen DeGeneres                                               |
| Favorite Sci-Fi Show                    | Stargate Atlantis                                             |
| Favorite Scene Stealing Star            | Chandra Wilson (Grey’s Anatomy)                               |
| Favorite New TV Drama                   | Moonlight                                                     |
| Favorite New TV Comedy                  | Samantha Who?                                                 |
| Favorite Female Movie Star              | Reese Witherspoon                                             |
| Favorite Male Movie Star                | Johnny Depp                                                   |
| Favorite Leading Lady                   | Drew Barrymore                                                |
| Favorite Leading Man                    | Joaquin Phoenix                                               |
| Favorite Female Action Star             | Keira Knightley                                               |
| Favorite Male Action Star               | Matt Damon                                                    |
| Favorite On Screen Match-Up             | George Clooney & Brad Pitt in Ocean’s 13                      |
| Favorite Movie                          | Pirates of the Caribbean – Am Ende der Welt                   |
| Favorite Movie Drama                    | Harry Potter und der Orden des Phönix                         |
| Favorite Action Movie                   | Das Bourne Ultimatum                                          |
| Favorite Movie Comedy                   | Beim ersten Mal                                               |
| Favorite Family Movie                   | Shrek der Dritte                                              |
| Favorite Threequel                      | Pirates of the Caribbean – Am Ende der Welt                   |
| Favorite Independent Movie              | Geliebte Jane                                                 |
| Favorite Funny Female Star              | Ellen DeGeneres                                               |
| Favorite Funny Male Star                | Robin Williams                                                |
| Favorite User-Generated Video           | „Shoes“                                                       |
| Crest & Scope’s Spotlight Shining Smile | Yomarie T.                                                    |

## 2009: 35th Annual People’s Choice Awards
Die Verleihung der 35. People’s Choice Awards fand am 7. Januar 2009 statt. Sie wurde von Queen Latifah moderiert.
| Kategorie                          | Sieger                                           |
| ---------------------------------- | ------------------------------------------------ |
| Favorite Movie                     | The Dark Knight                                  |
| Favorite Comedy Movie              | 27 Dresses                                       |
| Favorite Movie Drama               | Die Bienenhüterin                                |
| Favorite Family Movie              | WALL·E                                           |
| Favorite Independent Movie         | Die Bienenhüterin                                |
| Favorite Action Movie              | The Dark Knight                                  |
| Favorite Cast                      | The Dark Knight                                  |
| Favorite On Screen Match Up        | Christian Bale & Heath Ledger in The Dark Knight |
| Favorite Male Movie Star           | Will Smith                                       |
| Favorite Female Movie Star         | Reese Witherspoon                                |
| Favorite Male Action Star          | Will Smith                                       |
| Favorite Female Action Star        | Angelina Jolie                                   |
| Favorite Leading Man               | Brad Pitt                                        |
| Favorite Leading Lady              | Kate Hudson                                      |
| Favorite Superhero                 | Christian Bale als Batman                        |
| Favorite TV Drama                  | Dr. House                                        |
| Favorite TV Comedy                 | Two and a Half Men                               |
| Favorite New TV Drama              | The Mentalist                                    |
| Favorite New TV Comedy             | Gary Unmarried                                   |
| Favorite Animated Comedy           | Die Simpsons                                     |
| Favorite Sci-Fi/Fantasy Show       | Heroes                                           |
| Favorite Competition/Reality Show  | Dancing with the Stars                           |
| Favorite Game Show                 | Deal or No Deal                                  |
| Favorite Male TV Star              | Hugh Laurie                                      |
| Favorite Female TV Star            | Christina Applegate                              |
| Favorite Talk Show Host            | Ellen DeGeneres                                  |
| Favorite Scene Stealing Guest Star | Robin Williams                                   |
| Favorite TV Drama Diva             | Kyra Sedgwick (The Closer)                       |
| Favorite Male Singer               | Chris Brown                                      |
| Favorite Female Singer             | Carrie Underwood                                 |
| Favorite Group                     | Rascal Flatts                                    |
| Favorite Combined Forces           | Jordin Sparks und Chris Brown: „No Air“          |
| Favorite Hip-Hop Song              | „Low“ (Flo Rida, T-Pain)                         |
| Favorite Rock Song                 | „All Summer Long“ (Kid Rock)                     |
| Favorite Country Song              | „Last Name“ (Carrie Underwood)                   |
| Favorite R&B Song                  | „No One“ (Alicia Keys)                           |
| Favorite Pop Song                  | „I Kissed A Girl“ (Katy Perry)                   |
| Favorite Song From A Soundtrack    | „Mamma Mia“ (Meryl Streep, Mamma Mia!)           |
| Favorite Funny Male Star           | Adam Sandler                                     |
| Favorite Funny Female Star         | Tina Fey                                         |
| Favorite User-Generated Video      | Barack Roll                                      |
| Favorite Online Sensation          | Dr. Horrible’s Sing-Along Blog                   |
| Poll: Cancelled TV Shows           | My Own Worst Enemy                               |

## 2010: 36th Annual People’s Choice Awards
Die Verleihung der 36. People’s Choice Awards fand am 6. Januar 2010 in Los Angeles statt. Sie wurde von Queen Latifah moderiert.
| Kategorie                       | Sieger                                            |
| ------------------------------- | ------------------------------------------------- |
| Favorite Movie Actor            | Johnny Depp                                       |
| Favorite Movie Actress          | Sandra Bullock                                    |
| Favorite Action Star            | Hugh Jackman                                      |
| Favorite Comedic Star           | Jim Carrey                                        |
| Favorite Breakout Movie Actress | Miley Cyrus                                       |
| Favorite Breakout Movie Actor   | Taylor Lautner                                    |
| Favorite On-Screen Team         | Taylor Lautner, Kristen Stewart, Robert Pattinson |
| Favorite Independent Movie      | Inglourious Basterds                              |
| Favorite Comedy Movie           | Selbst ist die Braut                              |
| Favorite Movie                  | Twilight – Biss zum Morgengrauen                  |
| Favorite TV Drama               | Dr. House                                         |
| Favorite TV Comedy              | The Big Bang Theory                               |
| Favorite TV Drama Actor         | Hugh Laurie                                       |
| Favorite TV Drama Actress       | Katherine Heigl                                   |
| Favorite TV Comedy Actor        | Steve Carell                                      |
| Favorite TV Comedy Actress      | Alyson Hannigan                                   |
| Favorite TV Obsession           | True Blood                                        |
| Favorite Competition Show       | American Idol                                     |
| Favorite Male Artist            | Keith Urban                                       |
| Favorite Female Artist          | Katy Perry                                        |
| Favorite Country Artist         | Carrie Underwood                                  |
| Favorite Breakout Music Artist  | Lady Gaga                                         |
| Favorite Rock Band              | Paramore                                          |
| Favorite Music Collaboration    | „Run This Town“ (Jay-Z, Rihanna, Kanye West)      |
| Favorite R&B Artist             | Mariah Carey                                      |
| Favorite Pop Artist             | Lady Gaga                                         |
| Favorite New TV Drama           | Vampire Diaries                                   |
| Favorite New TV Comedy          | Glee                                              |
| Favorite Animal Show            | Dog Whisperer                                     |
| Favorite Web Celeb              | Ashton Kutcher                                    |
| Favorite Family Movie           | Oben                                              |
| Favorite Franchise              | Bis(s) zum Morgengrauen                           |
| Favorite Talk Show              | The Ellen DeGeneres Show                          |
| Favorite Sci-Fi/Fantasy Show    | Supernatural                                      |
| Favorite Hip-Hop Artist         | Eminem                                            |
| Favorite Online Sensation       | Katy Perry                                        |

## 2011: 37th Annual People’s Choice Awards
Die Verleihung der 37. People’s Choice Awards fand am 5. Januar 2011 in Los Angeles statt. Sie wurde zum fünften Mal in Folge von Queen Latifah moderiert.
| Kategorie                    | Sieger                                            |
| ---------------------------- | ------------------------------------------------- |
| Favorite Movie               | Bis(s) zum Abendrot                               |
| Favorite Movie Actor         | Johnny Depp                                       |
| Favorite Movie Actress       | Kristen Stewart                                   |
| Favorite Action Movie        | Iron Man 2                                        |
| Favorite Action Star         | Jackie Chan                                       |
| Favorite Drama Movie         | Bis(s) zum Abendrot                               |
| Favorite Family Movie        | Toy Story 3                                       |
| Favorite Comedy Movie        | Grown Ups                                         |
| Favorite Comedic Star        | Adam Sandler                                      |
| Favorite On Screen Team      | Robert Pattinson, Kristen Stewart, Taylor Lautner |
| Favorite Movie Star Under 25 | Zac Efron                                         |
| Favorite Horror Movie        | A Nightmare on Elm Street                         |
| Favorite TV Drama            | Dr. House                                         |
| Favorite TV Drama Actor      | Hugh Laurie                                       |
| Favorite TV Drama Actress    | Lisa Edelstein                                    |
| Favorite TV Comedy           | Glee                                              |
| Favorite TV Comedy Actor     | Neil Patrick Harris                               |
| Favorite TV Comedy Actress   | Jane Lynch                                        |
| Favorite Competition Show    | American Idol                                     |
| Favorite TV Crime Drama      | Lie to Me                                         |
| Favorite TV Crime Fighter    | Tim Roth                                          |
| Favorite Sci-Fi/Fantasy Show | Fringe                                            |
| Favorite Talk Show Host      | Conan O’Brien                                     |
| Favorite TV Obsession        | Dexter                                            |
| Favorite TV Guilty Pleasure  | Keeping Up with the Kardashians                   |
| Favorite New TV Guest Star   | Demi Lovato                                       |
| Favorite TV Doctor           | Gregory House                                     |
| Favorite TV Family           | Die Simpsons                                      |
| Favorite Family TV Movie     | Camp Rock 2: The Final Jam                        |
| Favorite TV Chef             | Rachael Ray                                       |
| Favorite New TV Drama        | Hawaii Five-O                                     |
| Favorite New TV Comedy       | Shit! My Dad Says                                 |
| Favorite Male Artist         | Eminem                                            |
| Favorite Female Artist       | Katy Perry                                        |
| Favorite Song                | „Love The Way You Lie“ (Eminem, Rihanna)          |
| Favorite Rock Band           | Paramore                                          |
| Favorite Breakout Artist     | Selena Gomez & the Scene                          |
| Favorite Pop Artist          | Rihanna                                           |
| Favorite R&B Artist          | Usher                                             |
| Favorite Hip-Hop Artist      | Eminem                                            |
| Favorite Music Video         | „Love The Way You Lie“ (Eminem, Rihanna)          |
| Favorite Online Sensation    | Katy Perry                                        |
| Favorite Viral Video Star    | „Single Ladies“ Devastation                       |

## 2012: 38th Annual People’s Choice Awards
Die Verleihung der 38. People’s Choice Awards fand am 11. Januar 2012 in Los Angeles statt. Sie wurde von Kaley Cuoco moderiert, die auch schon die Verleihung des Teen Choice Award 2011 moderierte.
| Kategorie                      | Sieger                                              |
| ------------------------------ | --------------------------------------------------- |
| Favorite Movie                 | Harry Potter und die Heiligtümer des Todes – Teil 2 |
| Favorite Movie Actor           | Johnny Depp                                         |
| Favorite Movie Actress         | Emma Stone                                          |
| Favorite Movie Icon            | Morgan Freeman                                      |
| Favorite Action Movie          | Harry Potter und die Heiligtümer des Todes – Teil 2 |
| Favorite Action Star           | Hugh Jackman                                        |
| Favorite Drama Movie           | Wasser für die Elefanten                            |
| Favorite Comedy Movie          | Brautalarm                                          |
| Favorite Comedic Movie Actor   | Adam Sandler                                        |
| Favorite Comedic Movie Actress | Emma Stone                                          |
| Favorite Movie Star Under 25   | Chloë Moretz                                        |
| Favorite Ensemble Movie Cast   | Harry Potter und die Heiligtümer des Todes – Teil 2 |
| Favorite Animated Movie Voice  | Johnny Depp als Rango                               |
| Favorite Movie Superhero       | Ryan Reynolds als Green Lantern                     |
| Favorite Book Adaptation       | Harry Potter und die Heiligtümer des Todes – Teil 2 |
| Favorite Network TV Drama      | Supernatural                                        |
| Favorite TV Drama Actor        | Nathan Fillion                                      |
| Favorite TV Drama Actress      | Nina Dobrev                                         |
| Favorite Cable TV Drama        | Pretty Little Liars                                 |
| Favorite Network TV Comedy     | How I Met Your Mother                               |
| Favorite TV Comedy Actor       | Neil Patrick Harris                                 |
| Favorite TV Comedy Actress     | Lea Michele                                         |
| Favorite Cable TV Comedy       | Hot In Cleveland                                    |
| Favorite Competition Show      | American Idol                                       |
| Favorite TV Crime Drama        | Castle                                              |
| Favorite Sci-Fi/Fantasy Show   | Supernatural                                        |
| Favorite Daytime TV Host       | Ellen DeGeneres mit „The Ellen DeGeneres Show“      |
| Favorite Late Night TV Host    | Jimmy Fallon mit Late Night with Jimmy Fallon       |
| Favorite TV Guest Star         | Katy Perry bei How I Met Your Mother                |
| Favorite TV CelebReality Star  | Kim Kardashian                                      |
| Favorite New TV Drama          | Person of Interest                                  |
| Favorite New TV Comedy         | 2 Broke Girls                                       |
| Favorite Male Artist           | Bruno Mars                                          |
| Favorite Female Artist         | Katy Perry                                          |
| Favorite Song of the Year      | „E.T.“ von (Katy Perry feat. Kanye West)            |
| Favorite Album of the Year     | Born This Way von Lady Gaga                         |
| Favorite Pop Artist            | Demi Lovato                                         |
| Favorite Hip-Hop Artist        | Eminem                                              |
| Favorite R&B Artist            | Rihanna                                             |
| Favorite Band                  | Maroon 5                                            |
| Favorite Country Artist        | Taylor Swift                                        |
| Favorite Music Video           | Katy Perry mit Last Friday Night (T.G.I.F.)         |
| Favorite Tour Headliner        | Katy Perry                                          |

## 2013: 39th Annual People’s Choice Awards
Die Verleihung der 39. People’s Choice Awards fand am 9. Januar 2013 in Los Angeles statt. Sie wurde, wie im Jahr zuvor, von Kaley Cuoco moderiert.
| Kategorie                          | Sieger                                                        |
| ---------------------------------- | ------------------------------------------------------------- |
| Favorite Movie                     | Die Tribute von Panem – The Hunger Games                      |
| Favorite Movie Actor               | Robert Downey Jr.                                             |
| Favorite Movie Actress             | Jennifer Lawrence                                             |
| Favorite Movie Icon                | Meryl Streep                                                  |
| Favorite Action Movie              | Die Tribute von Panem – The Hunger Games                      |
| Favorite Action Movie Star         | Chris Hemsworth                                               |
| Favorite Face of Heroism           | Jennifer Lawrence in die Tribute von Panem – The Hunger Games |
| Favorite Comedic Movie             | Ted                                                           |
| Favorite Comedic Movie Actor       | Adam Sandler                                                  |
| Favorite Comedic Movie Actress     | Jennifer Aniston                                              |
| Favorite Dramatic Movie            | Vielleicht lieber morgen                                      |
| Favorite Dramatic Movie Actor      | Zac Efron                                                     |
| Favorite Dramatic Movie Actress    | Emma Watson                                                   |
| Favorite Movie Franchise           | Die Tribute von Panem – The Hunger Games                      |
| Favorite Movie Superhero           | Robert Downey Jr. als Iron Man                                |
| Favorite Movie Fan Following       | Twihards Twilight                                             |
| Favorite Network TV Comedy         | The Big Bang Theory                                           |
| Favorite Network TV Drama          | Grey’s Anatomy                                                |
| Favorite Cable TV Comedy           | Awkward – Mein sogenanntes Leben                              |
| Favorite Cable TV Drama            | Leverage                                                      |
| Favorite Premium Cable TV Show     | True Blood                                                    |
| Favorite TV Crime Drama            | Castle                                                        |
| Favorite Sci-Fi/Fantasy TV Show    | Supernatural                                                  |
| Favorite Comedic TV Actor          | Chris Colfer                                                  |
| Favorite Comedic TV Actress        | Lea Michele                                                   |
| Favorite Cable TV Comedy           | Awkward – Mein sogenanntes Leben                              |
| Favorite Dramatic TV Actor         | Nathan Fillion                                                |
| Favorite Dramatic TV Actress       | Ellen Pompeo                                                  |
| Favorite Daytime TV Host           | The Ellen DeGeneres Show                                      |
| Favorite Late Night Talk Show Host | Jimmy Fallon                                                  |
| Favorite New Talk Show Host        | Steve Harvey                                                  |
| Favorite Competition TV Show       | The X Factor                                                  |
| Favorite Celebrity Judge           | Demi Lovato                                                   |
| Favorite TV Fan Following          | SPNFamily Supernatural                                        |
| Favorite New TV Comedy             | The New Normal                                                |
| Favorite New TV Drama              | Beauty and the Beast                                          |
| Favorite Male Artist               | Jason Mraz                                                    |
| Favorite Female Artist             | Katy Perry                                                    |
| Favorite Pop Artist                | Katy Perry                                                    |
| Favorite Hip-Hop Artist            | Nicki Minaj                                                   |
| Favorite R&B Artist                | Rihanna                                                       |
| Favorite Band                      | Maroon 5                                                      |
| Favorite Country Artist            | Taylor Swift                                                  |
| Favorite Breakout Artist           | The Wanted                                                    |
| Favorite Song                      | What Makes You Beautiful – One Direction                      |
| Favorite Album                     | Up All Night – One Direction                                  |
| Favorite Music Video               | Part of Me – Katy Perry                                       |
| Favorite Music Fan Following       | KatyCats – Katy Perry                                         |
| Favorite Humanitarian              | Sandra Bullock                                                |
| The People’s Voice                 | Christina Aguilera                                            |

## 2014: 40th Annual People’s Choice Awards
Die Verleihung der 40. People’s Choice Awards fand am 8. Januar 2014 in Los Angeles statt. Sie wurde von Beth Behrs und Kat Dennings moderiert.
| Kategorie                           | Sieger                                                    |
| ----------------------------------- | --------------------------------------------------------- |
| Favorite Comedic Movie              | Taffe Mädels                                              |
| Favorite Comedic Movie Actor        | Adam Sandler                                              |
| Favorite Comedic Movie Actress      | Sandra Bullock                                            |
| Favorite Dramatic Movie             | Gravity                                                   |
| Favorite Dramatic Movie Actor       | Leonardo DiCaprio                                         |
| Favorite Dramatic Movie Actress     | Sandra Bullock                                            |
| Favorite Family Movie               | Ich – Einfach unverbesserlich 2                           |
| Favorite Horror Movie               | Carrie                                                    |
| Favorite Thriller Movie             | Die Unfassbaren – Now You See Me                          |
| Favorite Network TV Comedy          | The Big Bang Theory                                       |
| Favorite Comedic TV Actor           | Chris Colfer                                              |
| Favorite Comedic TV Actress         | Kaley Cuoco                                               |
| Favorite Network TV Drama           | Good Wife                                                 |
| Favorite Dramatic TV Actor          | Josh Charles                                              |
| Favorite Dramatic TV Actress        | Stana Katić                                               |
| Favorite Actor In A New TV Series   | Joseph Morgan                                             |
| Favorite Actress In A New TV Series | Sarah Michelle Gellar                                     |
| Favorite TV Crime Drama             | Castle                                                    |
| Favorite Competition TV Show        | The Voice                                                 |
| Favorite Cable TV Comedy            | Psych                                                     |
| Favorite Cable TV Drama             | The Walking Dead                                          |
| Favorite Premium Cable TV Show      | Homeland                                                  |
| Favorite Cable TV Actress           | Lucy Hale                                                 |
| Favorite TV Bromance                | Dean Winchester, Sam Winchester & Castiel in Supernatural |
| Favorite TV Gal Pals                | Santana Lopez & Rachel Berry in Glee                      |
| Favorite On-Screen Chemistry        | Damon Salvatore & Elena Gilbert in Vampire Diaries        |
| Favorite Sci-Fi/Fantasy TV Show     | Beauty and the Beast                                      |
| Favorite Sci-Fi/Fantasy TV Actor    | Ian Somerhalder                                           |
| Favorite Sci-Fi/Fantasy TV Actress  | Kristin Kreuk                                             |
| Favorite TV Movie/Miniseries        | American Horror Story                                     |
| Favorite Daytime TV Host(s)         | Ellen DeGeneres                                           |
| Favorite New Talk Show Host         | Queen Latifah                                             |
| Favorite Late Night Talk Show Host  | Stephen Colbert                                           |
| Favorite Streaming Series           | Orange Is the New Black                                   |
| Favorite Series We Miss Most        | Breaking Bad                                              |
| Favorite New TV Comedy              | Super Fun Night                                           |
| Favorite New TV Drama               | Reign                                                     |
| Favorite Male Artist                | Justin Timberlake                                         |
| Favorite Female Artist              | Demi Lovato                                               |
| Favorite Breakout Artist            | Ariana Grande                                             |
| Favorite Pop Artist                 | Britney Spears                                            |
| Favorite Country Artist             | Taylor Swift                                              |
| Favorite Country Music Icon         | Tim McGraw                                                |
| Favorite Hip-Hop Artist             | Macklemore & Ryan Lewis                                   |
| Favorite R&B Artist                 | Justin Timberlake                                         |
| Favorite Band                       | One Direction                                             |
| Favorite Alternative Band           | Fall Out Boy                                              |
| Favorite Album                      | The 20/20 Experience, Justin Timberlake                   |
| Favorite Music Video                | Roar, Katy Perry                                          |
| Favorite Music Fan Following        | Lovatics, Demi Lovato                                     |
| Favorite Year End Movie             | Die Tribute von Panem – Catching Fire                     |
| Favorite Movie                      | Iron Man 3                                                |
| Favorite Movie Actor                | Johnny Depp                                               |
| Favorite Movie Actress              | Sandra Bullock                                            |
| Favorite Movie Duo                  | Sandra Bullock & George Clooney in Gravity                |
| Favorite Action Movie               | Iron Man 3                                                |
| Favorite Action Movie Star          | Robert Downey Jr.                                         |

## 2015: 41st Annual People’s Choice Awards
Die Verleihung der 41. People’s Choice Awards fand am 7. Januar 2016 in Los Angeles statt. Sie wurde von Anna Faris und Allison Janney moderiert.
| Kategorie                              | Sieger                                             |
| -------------------------------------- | -------------------------------------------------- |
| Favorite Movie                         | Maleficent                                         |
| Favorite Action Movie                  | Divergent                                          |
| Favorite Comedic Movie                 | 22 Jump Street                                     |
| Favorite Dramatic Movie                | The Fault in Our Stars                             |
| Favorite Movie Actor                   | Robert Downey Jr.                                  |
| Favorite Movie Actress                 | Jennifer Lawrence                                  |
| Favorite Action Movie Actor            | Chris Evans                                        |
| Favorite Action Movie Actress          | Jennifer Lawrence                                  |
| Favorite Comedic Movie Actor           | Adam Sandler                                       |
| Favorite Comedic Movie Actress         | Melissa McCarthy                                   |
| Favorite Dramatic Movie Actor          | Robert Downey Jr.                                  |
| Favorite Dramatic Movie Actress        | Chloë Grace Moretz                                 |
| Favorite Movie Duo                     | Shailene Woodley & Theo James, Divergent           |
| Favorite Family Movie                  | Maleficent                                         |
| Favorite Thriller Movie                | Gone Girl                                          |
| Favorite TV Show                       | The Big Bang Theory                                |
| Favorite Network TV Comedy             | The Big Bang Theory                                |
| Favorite Network TV Drama              | Grey’s Anatomy                                     |
| Favorite Network TV Sci-Fi/Fantasy     | Beauty & the Beast                                 |
| Favorite TV Crime Drama                | Castle                                             |
| Favorite Comedic TV Actor              | Chris Colfer                                       |
| Favorite Comedic TV Actress            | Kaley Cuoco-Sweeting                               |
| Favorite Dramatic TV Actor             | Patrick Dempsey                                    |
| Favorite Dramatic TV Actress           | Ellen Pompeo                                       |
| Favorite Crime Drama TV Actor          | Nathan Fillion                                     |
| Favorite Crime Drama TV Actress        | Stana Katic                                        |
| Favorite Sci-Fi/Fantasy TV Actor       | Misha Collins                                      |
| Favorite Sci-Fi/Fantasy TV Actress     | Kristin Kreuk                                      |
| Favorite Cable TV Comedy               | Melissa & Joey                                     |
| Favorite Cable TV Drama                | Pretty Little Liars                                |
| Favorite Cable Sci-Fi/Fantasy TV Show  | Outlander                                          |
| Favorite Cable TV Actor                | Matt Bomer                                         |
| Favorite Cable TV Actress              | Angie Harmon                                       |
| Favorite TV Dramedy                    | Orange Is the New Black                            |
| Favorite Competition TV Show           | The Voice                                          |
| Favorite TV Icon                       | Betty White                                        |
| Favorite Daytime TV Host(s)            | Ellen DeGeneres                                    |
| Favorite Late Night Talk Show Host     | Jimmy Fallon                                       |
| Favorite TV Duo                        | Nina Dobrev & Ian Somerhalder, The Vampire Diaries |
| Favorite TV Character We Miss Most     | Dr. Cristina Yang, Grey’s Anatomy                  |
| Favorite Actor In A New Fernsehserie   | David Tennant                                      |
| Favorite Actress In A New Fernsehserie | Viola Davis                                        |
| Favorite Sketch Comedy TV Show         | Saturday Night Live                                |
| Favorite Animated TV Show              | The Simpsons                                       |
| Favorite New TV Comedy                 | Jane the Virgin                                    |
| Favorite New TV Drama                  | The Flash                                          |
| Favorite Male Artist                   | Ed Sheeran                                         |
| Favorite Female Artist                 | Taylor Swift                                       |
| Favorite Group/Band                    | Maroon 5                                           |
| Favorite Breakout Artist               | 5 Seconds of Summer                                |
| Favorite Male Country Artist           | Hunter Hayes                                       |
| Favorite Female Country Artist         | Carrie Underwood                                   |
| Favorite Country Group                 | Lady Antebellum                                    |
| Favorite Pop Artist                    | Taylor Swift                                       |
| Favorite Hip-Hop Artist                | Iggy Azalea                                        |
| Favorite R&B Artist                    | Pharrell Williams                                  |
| Favorite Song                          | „Shake It Off“, Taylor Swift                       |
| Favorite Album                         | ×, Ed Sheeran                                      |

## 2016: 42nd Annual People’s Choice Awards
Die Verleihung der 42. People’s Choice Awards fand am 6. Januar 2016 in Los Angeles statt. Sie wurde von Jane Lynch moderiert.
| Kategorie                                 | Sieger                                             |
| ----------------------------------------- | -------------------------------------------------- |
| Favorite Movie                            | Furious 7                                          |
| Favorite Action Movie                     | Furious 7                                          |
| Favorite Comedic Movie                    | Pitch Perfect 2                                    |
| Favorite Dramatic Movie                   | Der Marsianer – Rettet Mark Watney                 |
| Favorite Movie Actor                      | Channing Tatum                                     |
| Favorite Movie Actress                    | Sandra Bullock                                     |
| Favorite Action Movie Actor               | Chris Hemsworth                                    |
| Favorite Action Movie Actress             | Shailene Woodley                                   |
| Favorite Comedic Movie Actor              | Kevin Hart                                         |
| Favorite Comedic Movie Actress            | Melissa McCarthy                                   |
| Favorite Dramatic Movie Actor             | Johnny Depp                                        |
| Favorite Dramatic Movie Actress           | Dakota Johnson                                     |
| Favorite Animated Movie Voice             | Selena Gomez (Mavis Dracula, Hotel Transylvania 2) |
| Favorite Family Movie                     | Minions                                            |
| Favorite Thriller Movie                   | Taken 3                                            |
| Favorite TV Show                          | The Big Bang Theory                                |
| Favorite Network TV Comedy                | The Big Bang Theory                                |
| Favorite Network TV Drama                 | Grey’s Anatomy                                     |
| Favorite Network TV Sci-Fi/Fantasy        | Beauty and the Beast                               |
| Favorite Cable TV Sci-Fi/Fantasy Show     | Outlander                                          |
| Favorite TV Crime Drama                   | Person of Interest                                 |
| Favorite Comedic TV Actor                 | Jim Parsons                                        |
| Favorite Comedic TV Actress               | Melissa McCarthy                                   |
| Favorite Dramatic TV Actor                | Taylor Kinney                                      |
| Favorite Dramatic TV Actress              | Ellen Pompeo                                       |
| Favorite TV Crime Drama Actor             | Nathan Fillion                                     |
| Favorite TV Crime Drama Actress           | Stana Katic                                        |
| Favorite Cable TV Comedy                  | It’s Always Sunny in Philadelphia                  |
| Favorite Cable TV Drama                   | Pretty Little Liars                                |
| Favorite Competition TV Show              | The Voice                                          |
| Favorite Cable TV Actor                   | Kevin Hart                                         |
| Favorite Cable TV Actress                 | Sasha Alexander                                    |
| Favorite Premium Cable TV Show            | Homeland                                           |
| Favorite Premium Cable TV Actor           | Dwayne Johnson                                     |
| Favorite Premium Cable TV Actress         | Kristen Bell                                       |
| Favorite Sci-Fi/Fantasy TV Actor          | Jensen Ackles                                      |
| Favorite Sci-Fi/Fantasy TV Actress        | Caitriona Balfe                                    |
| Favorite Daytime TV Host                  | Ellen DeGeneres                                    |
| Favorite Daytime Talk Show Hosting Team   | The Talk                                           |
| Favorite Late Night Talk Show Host        | Jimmy Fallon                                       |
| Favorite Streaming Series                 | Orange Is the New Black                            |
| Favorite Actor In A New TV Series         | John Stamos                                        |
| Favorite Actress In A New TV Series       | Priyanka Chopra                                    |
| Favorite Animated TV Show                 | The Simpsons                                       |
| Favorite New TV Comedy                    | Scream Queens                                      |
| Favorite New TV Drama                     | Supergirl                                          |
| Favorite Male Singer                      | Ed Sheeran                                         |
| Favorite Female Singer                    | Taylor Swift                                       |
| Favorite Group                            | Fifth Harmony                                      |
| Favorite Breakout Artist                  | Shawn Mendes                                       |
| Favorite Male Country Artist              | Blake Shelton                                      |
| Favorite Female Country Artist            | Carrie Underwood                                   |
| Favorite Country Group                    | Lady Antebellum                                    |
| Favorite Pop Artist                       | Taylor Swift                                       |
| Favorite Hip-Hop Artist                   | Nicki Minaj                                        |
| Favorite R&B Artist                       | The Weeknd                                         |
| Favorite Song                             | „What Do You Mean?“, Justin Bieber                 |
| Favorite Album                            | Title, Meghan Trainor                              |
| Favorite Music Icon                       | Madonna                                            |
| Favorite Social Media Celebrity           | Britney Spears                                     |
| Favorite Social Media Star                | Matt Bellassai                                     |
| Favorite Mobile Game                      | Candy Crush Saga                                   |
| Favorite Video Game                       | Super Smash Bros. for Nintendo 3DS and Wii U       |
| Favorite YouTube Star                     | Connor Franta                                      |
| The DailyMail.com Seriously Popular Award | Maddie Ziegler                                     |

## 2017: 43rd People’s Choice Awards
Die Verleihung der 43. People’s Choice Awards fand am 18. Januar 2017 in Los Angeles statt. Sie wurde von Joel McHale moderiert.
| Kategorie                               | Sieger                                           |
| --------------------------------------- | ------------------------------------------------ |
| Favorite Movie                          | Finding Dory                                     |
| Favorite Action Movie                   | Deadpool                                         |
| Favorite Comedic Movie                  | Bad Moms                                         |
| Favorite Dramatic Movie                 | Me Before You                                    |
| Favorite Movie Actor                    | Ryan Reynolds                                    |
| Favorite Movie Actress                  | Jennifer Lawrence                                |
| Favorite Action Movie Actor             | Robert Downey Jr.                                |
| Favorite Action Movie Actress           | Margot Robbie                                    |
| Favorite Comedic Movie Actor            | Kevin Hart                                       |
| Favorite Comedic Movie Actress          | Melissa McCarthy                                 |
| Favorite Dramatic Movie Actor           | Tom Hanks                                        |
| Favorite Dramatic Movie Actress         | Blake Lively                                     |
| Favorite Animated Movie Voice           | Ellen DeGeneres (Dory, Finding Dory)             |
| Favorite Family Movie                   | Finding Dory                                     |
| Favorite Thriller Movie                 | The Girl on the Train                            |
| Favorite Movie Icon                     | Johnny Depp                                      |
| Favorite Year-End Blockbuster           | Fantastic Beasts and Where to Find Them          |
| Favorite TV Show                        | Outlander                                        |
| Favorite Network TV Comedy              | The Big Bang Theory                              |
| Favorite Network TV Drama               | Grey’s Anatomy                                   |
| Favorite Network TV Sci-Fi/Fantasy      | Supernatural                                     |
| Favorite Cable TV Sci-Fi/Fantasy Show   | The Walking Dead                                 |
| Favorite TV Crime Drama                 | Criminal Minds                                   |
| Favorite Comedic TV Actor               | Jim Parsons                                      |
| Favorite Comedic TV Actress             | Sofía Vergara                                    |
| Favorite Dramatic TV Actor              | Justin Chambers                                  |
| Favorite Dramatic TV Actress            | Priyanka Chopra                                  |
| Favorite TV Crime Drama Actor           | Mark Harmon                                      |
| Favorite TV Crime Drama Actress         | Jennifer Lopez                                   |
| Favorite Cable TV Comedy                | Baby Daddy                                       |
| Favorite Cable TV Drama                 | Bates Motel                                      |
| Favorite Cable TV Actor                 | Freddie Highmore                                 |
| Favorite Cable TV Actress               | Vera Farmiga                                     |
| Favorite Premium Drama Series           | Orange Is the New Black                          |
| Favorite Premium Comedy Series          | Fuller House                                     |
| Favorite Premium Sci-Fi/Fantasy Series  | Outlander                                        |
| Favorite Premium Series Actor           | Dwayne Johnson                                   |
| Favorite Premium Series Actress         | Sarah Jessica Parker                             |
| Favorite Sci-Fi/Fantasy TV Actor        | Sam Heughan                                      |
| Favorite Sci-Fi/Fantasy TV Actress      | Caitriona Balfe                                  |
| Favorite Competition TV Show            | The Voice                                        |
| Favorite Daytime TV Host                | Ellen DeGeneres                                  |
| Favorite Daytime Talk Show Hosting Team | Good Morning America                             |
| Favorite Late Night Talk Show Host      | Jimmy Fallon                                     |
| Favorite Actor In A New TV Series       | Matt LeBlanc                                     |
| Favorite Actress In A New TV Series     | Kristen Bell                                     |
| Favorite Animated TV Show               | The Simpsons                                     |
| Favorite New TV Comedy                  | Man with a Plan                                  |
| Favorite New TV Drama                   | This Is Us                                       |
| Favorite Male Artist                    | Justin Timberlake                                |
| Favorite Female Artist                  | Britney Spears                                   |
| Favorite Group                          | Fifth Harmony                                    |
| Favorite Breakout Artist                | Niall Horan                                      |
| Favorite Male Country Artist            | Blake Shelton                                    |
| Favorite Female Country Artist          | Carrie Underwood                                 |
| Favorite Country Group                  | Little Big Town                                  |
| Favorite Pop Artist                     | Britney Spears                                   |
| Favorite Hip-Hop Artist                 | G-Eazy                                           |
| Favorite R&B Artist                     | Rihanna                                          |
| Favorite Song                           | „Can’t Stop the Feeling!“, Justin Timberlake     |
| Favorite Album                          | If I’m Honest – Blake Shelton                    |
| Favorite Social Media Celebrity         | Britney Spears                                   |
| Favorite Social Media Star              | Cameron Dallas                                   |
| Favorite YouTube Star                   | Lilly Singh                                      |
| Favorite Comedic Collaboration          | Ellen DeGeneres und Britney Spears Mall Mischief |
| CBS.com’s Favorite Digital Obsession    | Mannequin Challenge                              |
| Favorite Video Game                     | Uncharted 4: A Thief’s End                       |

## 2018: 44th People’s Choice Awards
Die Verleihung der 44. People’s Choice Awards fand am 11. November 2018 in Santa Monica statt. Sie wurde dabei nicht mehr von CBS, sondern von E! produziert. Damit einher ging eine Umbenennung aller Kategorien.
| Kategorie                                | Sieger                                     |
| ---------------------------------------- | ------------------------------------------ |
| Movie of 2018                            | Avengers: Infinity War                     |
| Comedy Movie of 2018                     | The Spy Who Dumped Me                      |
| Action Movie of 2018                     | Avengers: Infinity War                     |
| Drama Movie of 2018                      | Fifty Shades Freed                         |
| Family Movie of 2018                     | Incredibles 2                              |
| Drama Movie Star of 2018                 | Jamie Dornan                               |
| Male Movie Star of 2018                  | Chadwick Boseman                           |
| Female Movie Star of 2018                | Scarlett Johansson                         |
| Comedy Movie Star of 2018                | Melissa McCarthy                           |
| Action Movie Star of 2018                | Danai Gurira                               |
| Show of 2018                             | Shadowhunters                              |
| Drama Show of 2018                       | Riverdale                                  |
| Comedy Show of 2018                      | Orange Is the New Black                    |
| Revival Show of 2018                     | Dynasty                                    |
| Reality Show of 2018                     | Keeping Up with the Kardashians            |
| Competition Show of 2018                 | The Voice                                  |
| Male TV Star of 2018                     | Harry Shum Jr.                             |
| Female TV Star of 2018                   | Katherine McNamara                         |
| Drama TV Star of 2018                    | Mariska Hargitay                           |
| Comedy TV Star of 2018                   | Jim Parsons                                |
| Daytime Talk Show of 2018                | The Ellen DeGeneres Show                   |
| Nighttime Talk Show of 2018              | The Tonight Show Starring Jimmy Fallon     |
| Competition Contestant of 2018           | Maddie Poppe                               |
| Reality TV Star of 2018                  | Khloé Kardashian                           |
| Bingeworthy Show of 2018                 | Shadowhunters                              |
| Sci-Fi/Fantasy Show of 2018              | Wynonna Earp                               |
| Male Artist of 2018                      | Shawn Mendes                               |
| Female Artist of 2018                    | Nicki Minaj                                |
| Group of 2018                            | BTS                                        |
| Song of 2018                             | „Idol“, BTS                                |
| Album of 2018                            | Queen – Nicki Minaj                        |
| Country Artist of 2018                   | Blake Shelton                              |
| Latin Artist of 2018                     | CNCO                                       |
| Music Video of 2018                      | „Idol“, BTS                                |
| Concert Tour of 2018                     | Reputation Stadium Tour – Taylor Swift     |
| Social Star of 2018                      | Shane Dawson                               |
| Beauty Influencer of 2018                | James Charles                              |
| Social Celebrity of 2018                 | BTS                                        |
| Animal Star of 2018                      | Crusoe the Celebrity Dachshund             |
| Comedy Act of 2018                       | Kevin Hart                                 |
| Style Star of 2018                       | Harry Styles                               |
| Game Changer of 2018                     | Serena Williams                            |
| Pop Podcast of 2018                      | Scrubbing In with Becca Tilley & Tanya Rad |
| Most Hype Worthy Canadian of 2018        | Tessa Virtue & Scott Moir                  |
| Influenceur Pop Culture Français de 2018 | Lufy                                       |
| People’s Fashion Icon Award              | Victoria Beckham                           |
| People’s Icon of 2018                    | Melissa McCarthy                           |
| People’s Champion Award                  | Bryan Stevenson                            |

## 2019: 45th People’s Choice Awards
Die Verleihung der 45. People’s Choice Awards fand am 10. November 2019 in Santa Monica statt.
| Kategorie                          | Sieger                                     |
| ---------------------------------- | ------------------------------------------ |
| Movie of 2019                      | Avengers: Endgame                          |
| Comedy Movie of 2019               | Murder Mystery                             |
| Action Movie of 2019               | Avengers: Endgame                          |
| Drama Movie of 2019                | After                                      |
| Family Movie of 2019               | Aladdin                                    |
| Drama Movie Star of 2019           | Cole Sprouse                               |
| Male Movie Star of 2019            | Robert Downey Jr.                          |
| Female Movie Star of 2019          | Zendaya                                    |
| Comedy Movie Star of 2019          | Noah Centineo                              |
| Action Movie Star of 2019          | Tom Holland                                |
| Animated Movie Star of 2019        | Beyoncé                                    |
| Show of 2019                       | Stranger Things                            |
| Drama Show of 2019                 | Stranger Things                            |
| Comedy Show of 2019                | The Big Bang Theory                        |
| Reality Show of 2019               | Keeping Up with the Kardashians            |
| Competition Show of 2019           | America’s Got Talent                       |
| Male TV Star of 2019               | Cole Sprouse                               |
| Female TV Star of 2019             | Millie Bobby Brown                         |
| Drama TV Star of 2019              | Zendaya                                    |
| Comedy TV Star of 2019             | Kristen Bell                               |
| Daytime Talk Show of 2019          | The Ellen DeGeneres Show                   |
| Nighttime Talk Show of 2019        | The Tonight Show Starring Jimmy Fallon     |
| Competition Contestant of 2019     | Hannah Brown                               |
| Reality TV Star of 2019            | Khloé Kardashian                           |
| Bingeworthy Show of 2019           | Outlander                                  |
| Sci-Fi/Fantasy Show of 2019        | Shadowhunters                              |
| Male Artist of 2019                | Shawn Mendes                               |
| Female Artist of 2019              | Billie Eilish                              |
| Group of 2019                      | Blackpink                                  |
| Song of 2019                       | „Señorita“, Shawn Mendes & Camila Cabello  |
| Album of 2019                      | Lover – Taylor Swift                       |
| Country Artist of 2019             | Blake Shelton                              |
| Latin Artist of 2019               | Becky G                                    |
| Music Video of 2019                | „Kill This Love“, Blackpink                |
| Concert Tour of 2019               | Blackpink 2019 World – Blackpink           |
| Social Star of 2019                | David Dobrik                               |
| Beauty Influencer of 2019          | Bretman Rock                               |
| Social Celebrity of 2019           | Ellen DeGeneres                            |
| Animal Star of 2019                | Doug the Pug                               |
| Comedy Act of 2019                 | Kevin Hart                                 |
| Style Star of 2019                 | Harry Styles                               |
| Game Changer of 2019               | Simone Biles                               |
| Pop Podcast of 2019                | Scrubbing In with Becca Tilley & Tanya Rad |
| People’s Icon of 2019              | Jennifer Aniston                           |
| Most Inspiring Asian Woman of 2019 | CL                                         |
| Fashion Icon of 2019               | Gwen Stefani                               |
| People’s Champion of 2019          | P!nk                                       |

## 2020: 46th People’s Choice Awards
Die Verleihung der 46. People’s Choice Awards fand am 15. November 2020 in Santa Monica statt. Moderiert wurde sie von Demi Lovato.
| Kategorie                      | Sieger                                 |
| ------------------------------ | -------------------------------------- |
| Movie of 2020                  | Bad Boys for Life                      |
| Comedy Movie of 2020           | The Kissing Booth 2                    |
| Action Movie of 2020           | Mulan                                  |
| Drama Movie of 2020            | Hamilton                               |
| Family Movie of 2020           | Onward                                 |
| Male Movie Star of 2020        | Will Smith                             |
| Female Movie Star of 2020      | Tiffany Haddish                        |
| Drama Movie Star of 2020       | Lin-Manuel Miranda                     |
| Comedy Movie Star of 2020      | Joey King                              |
| Action Movie Star of 2020      | Chris Hemsworth                        |
| Show of 2020                   | Grey’s Anatomy                         |
| Drama Show of 2020             | Riverdale                              |
| Comedy Show of 2020            | Never Have I Ever                      |
| Reality Show of 2020           | Keeping Up with the Kardashians        |
| Competition Show of 2020       | The Voice                              |
| Male TV Star of 2020           | Cole Sprouse                           |
| Female TV Star of 2020         | Ellen Pompeo                           |
| Drama TV Star of 2020          | Mandy Moore                            |
| Comedy TV Star of 2020         | Sofia Vergara                          |
| Daytime Talk Show of 2020      | The Ellen DeGeneres Show               |
| Nighttime Talk Show of 2020    | The Tonight Show Starring Jimmy Fallon |
| Competition Contestant of 2020 | Gigi Goode                             |
| Reality TV Star of 2020        | Khloé Kardashian                       |
| Bingeworthy Show of 2020       | Outer Banks                            |
| Sci-Fi/Fantasy Show of 2020    | Wynonna Earp                           |
| Male Artist of 2020            | Justin Bieber                          |
| Female Artist of 2020          | Ariana Grande                          |
| Group of 2020                  | BTS                                    |
| Song of 2020                   | „Dynamite“, BTS                        |
| Album of 2020                  | Map of the Soul: 7 – BTS               |
| Country Artist of 2020         | Blake Shelton                          |
| Latin Artist of 2020           | Becky G                                |
| New Artist of 2020             | Doja Cat                               |
| Music Video of 2020            | „Dynamite“, BTS                        |
| Collaboration Song of 2020     | „WAP“, Cardi B & Megan Thee Stallion   |
| Soundtrack Song of 2020        | „Only the Young“, Taylor Swift         |
| Social Star of 2020            | Emma Chamberlain                       |
| Beauty Influencer of 2020      | James Charles                          |
| Social Celebrity of 2020       | Ariana Grande                          |
| Animal Star of 2020            | Doug the Pug                           |
| Comedy Act of 2020             | Leslie Jones                           |
| Style Star of 2020             | Zendaya                                |
| Game Changer of 2020           | LeBron James                           |
| Pop Podcast of 2020            | Anything Goes with Emma Chamberlain    |
| Brazilian Influencer of 2020   | Manu Gavassi                           |
| Latin Influencer of 2020       | Gaby Asturias                          |
| People’s Icon of 2020          | Jennifer Lopez                         |
| People’s Champion of 2020      | Tyler Perry                            |
| Fashion Icon of 2020           | Tracee Ellis Ross                      |

## 2021: 47th People’s Choice Awards
Die Verleihung der 47. People’s Choice Awards fand am 7. Dezember 2021 in Santa Monica statt. Moderiert wurde sie von Kenan Thompson.
| Kategorie                       | Sieger                                    |
| ------------------------------- | ----------------------------------------- |
| Movie of 2021                   | Black Widow                               |
| Comedy Movie of 2021            | Free Guy                                  |
| Action Movie of 2021            | Shang-Chi and the Legend of the Ten Rings |
| Drama Movie of 2021             | Cruella                                   |
| Family Movie of 2021            | Luca                                      |
| Male Movie Star of 2021         | Dwayne Johnson                            |
| Female Movie Star of 2021       | Scarlett Johansson                        |
| Drama Movie Star of 2021        | Kevin Hart                                |
| Comedy Movie Star of 2021       | Dwayne Johnson                            |
| Action Movie Star of 2021       | Simu Liu                                  |
| Show of 2021                    | Loki                                      |
| Drama Show of 2021              | Grey’s Anatomy                            |
| Comedy Show of 2021             | Never Have I Ever                         |
| Reality Show of 2021            | Keeping Up with the Kardashians           |
| Competition Show of 2021        | The Voice                                 |
| Male TV Star of 2021            | Tom Hiddleston                            |
| Female TV Star of 2021          | Ellen Pompeo                              |
| Drama TV Star of 2021           | Chase Stokes                              |
| Comedy TV Star of 2021          | Selena Gomez                              |
| Daytime Talk Show of 2021       | The Ellen DeGeneres Show                  |
| Nighttime Talk Show of 2021     | The Tonight Show Starring Jimmy Fallon    |
| Competition Contestant of 2021  | JoJo Siwa                                 |
| Reality TV Star of 2021         | Khloé Kardashian                          |
| Bingeworthy Show of 2021        | Squid Game                                |
| Sci-Fi/Fantasy Show of 2021     | Lucifer                                   |
| Male Artist of 2021             | Lil Nas X                                 |
| Female Artist of 2021           | Adele                                     |
| Group of 2021                   | BTS                                       |
| Song of 2021                    | „Butter“, BTS                             |
| Album of 2021                   | Sour – Olivia Rodrigo                     |
| Country Artist of 2021          | Blake Shelton                             |
| Latin Artist of 2021            | Bad Bunny                                 |
| New Artist of 2021              | Olivia Rodrigo                            |
| Music Video of 2021             | „Butter“, BTS                             |
| Collaboration Song of 2021      | „Stay“, The Kid Laroi & Justin Bieber     |
| Social Star of 2021             | Britney Spears                            |
| Pop Special of 2021             | Friends: The Reunion                      |
| Comedy Act of 2021              | Chelsea Handler                           |
| Game Changer of 2021            | Simone Biles                              |
| Pop Podcast of 2021             | Anything Goes with Emma Chamberlain       |
| Social Star France of 2021      | Noholito                                  |
| African Social Star of 2021     | Tyra Chikocho AKA Madamboss               |
| People’s Icon Award of 2021     | Halle Berry                               |
| Music Icon Award of 2021        | Christina Aguilera                        |
| Fashion Icon Award of 2021      | Kim Kardashian                            |
| People’s Champion Award of 2021 | Dwayne Johnson                            |

## 2022: 48th People’s Choice Awards
Die Verleihung der 48. People’s Choice Awards fand am 6. Dezember 2022 in Santa Monica statt. Moderiert wurde sie von Kenan Thompson.
| Kategorie                       | Sieger                                              |
| ------------------------------- | --------------------------------------------------- |
| Movie of 2022                   | Doctor Strange in the Multiverse of Madness         |
| Comedy Movie of 2022            | The Adam Project                                    |
| Action Movie of 2022            | Top Gun: Maverick                                   |
| Drama Movie of 2022             | Don’t Worry Darling                                 |
| Male Movie Star of 2022         | Chris Hemsworth                                     |
| Female Movie Star of 2022       | Elizabeth Olsen                                     |
| Drama Movie Star of 2022        | Austin Butler                                       |
| Comedy Movie Star of 2022       | Adam Sandler                                        |
| Action Movie Star of 2022       | Elizabeth Olsen                                     |
| Show of 2022                    | Stranger Things                                     |
| Drama Show of 2022              | Grey’s Anatomy                                      |
| Comedy Show of 2022             | Never Have I Ever                                   |
| Reality Show of 2022            | The Kardashians                                     |
| Competition Show of 2022        | The Voice                                           |
| Male TV Star of 2022            | Noah Schnapp                                        |
| Female TV Star of 2022          | Ellen Pompeo                                        |
| Drama TV Star of 2022           | Mariska Hargitay                                    |
| Comedy TV Star of 2022          | Selena Gomez                                        |
| Daytime Talk Show of 2022       | The Kelly Clarkson Show                             |
| Nighttime Talk Show of 2022     | The Tonight Show Starring Jimmy Fallon              |
| Competition Contestant of 2022  | Selma Blair                                         |
| Reality TV Star of 2022         | Khloé Kardashian                                    |
| Bingeworthy Show of 2022        | Dahmer – Monster: Die Geschichte von Jeffrey Dahmer |
| Sci-Fi/Fantasy Show of 2022     | Stranger Things                                     |
| Male Artist of 2022             | Harry Styles                                        |
| Female Artist of 2022           | Taylor Swift                                        |
| Group of 2022                   | BTS                                                 |
| Song of 2022                    | „About Damn Time“, Lizzo                            |
| Album of 2022                   | Midnights – Taylor Swift                            |
| Country Artist of 2022          | Carrie Underwood                                    |
| Latin Artist of 2022            | Becky G                                             |
| New Artist of 2022              | Latto                                               |
| Music Video of 2022             | „Anti-Hero“, Taylor Swift                           |
| Collaboration Song of 2022      | „Left and Right“, Charlie Puth & Jung Kook          |
| Concert Tour of 2022            | Permission to Dance on Stage – BTS                  |
| Social Star of 2022             | MrBeast                                             |
| Social Celebrity of 2022        | Selena Gomez                                        |
| Comedy Act of 2022              | Kevin Hart                                          |
| Game Changer of 2022            | Serena Williams                                     |
| Pop Podcast of 2022             | Archetypes                                          |
| Social Star France of 2022      | Leane Marts                                         |
| Social Star Brazil of 2022      | Virginia Fonseca                                    |
| People’s Icon Award of 2022     | Ryan Reynolds                                       |
| Music Icon Award of 2022        | Shania Twain                                        |
| People’s Champion Award of 2022 | Lizzo                                               |

## 2023: 49th People’s Choice Awards
Die Verleihung der 49. People’s Choice Awards fand am 18. Februar 2024 in Santa Monica statt. Moderiert wurde sie von Simu Liu.
| Kategorie                      | Sieger                                                     |
| ------------------------------ | ---------------------------------------------------------- |
| Movie of 2023                  | Barbie                                                     |
| Comedy Movie of 2023           | Barbie                                                     |
| Action Movie of 2023           | Die Tribute von Panem – The Ballad of Songbirds and Snakes |
| Drama Movie of 2023            | Oppenheimer                                                |
| Male Movie Star of 2023        | Ryan Gosling                                               |
| Female Movie Star of 2023      | Margot Robbie                                              |
| Drama Movie Star of 2023       | Jenna Ortega                                               |
| Comedy Movie Star of 2023      | Jennifer Lawrence                                          |
| Action Movie Star of 2023      | Rachel Zegler                                              |
| Movie Performance of 2023      | America Ferrera                                            |
| Show of 2023                   | Grey’s Anatomy                                             |
| Drama Show of 2023             | The Last of Us                                             |
| Comedy Show of 2023            | Only Murders in the Building                               |
| Reality Show of 2023           | The Kardashians                                            |
| Competition Show of 2023       | The Voice                                                  |
| Male TV Star of 2023           | Pedro Pascal                                               |
| Female TV Star of 2023         | Selena Gomez                                               |
| Drama TV Star of 2023          | Jennifer Aniston                                           |
| Comedy TV Star of 2023         | Jeremy Allen White                                         |
| TV Performance of 2023         | Billie Eilish                                              |
| Daytime Talk Show of 2023      | The Kelly Clarkson Show                                    |
| Nighttime Talk Show of 2023    | The Tonight Show Starring Jimmy Fallon                     |
| Host of 2023                   | Jimmy Fallon                                               |
| Competition Contestant of 2023 | Ariana Madix                                               |
| Reality TV Star of 2023        | Khloé Kardashian                                           |
| Bingeworthy Show of 2023       | Der Sommer, als ich schön wurde                            |
| Sci-Fi/Fantasy Show of 2023    | Loki                                                       |
| Male Artist of 2023            | Jung Kook                                                  |
| Female Artist of 2023          | Taylor Swift                                               |
| Group of 2023                  | Stray Kids                                                 |
| Song of 2023                   | „Vampire“, Olivia Rodrigo                                  |
| Album of 2023                  | Guts – Olivia Rodrigo                                      |
| Male Country Artist of 2023    | Jelly Roll                                                 |
| Female Country Artist of 2023  | Lainey Wilson                                              |
| Male Latin Artist of 2023      | Bad Bunny                                                  |
| Female Latin Artist of 2023    | Shakira                                                    |
| New Artist of 2023             | Ice Spice                                                  |
| Collaboration Song of 2023     | „Barbie World“, Nicki Minaj & Ice Spice mit Aqua           |
| Pop Artist of 2023             | Taylor Swift                                               |
| Hip-Hop Artist of 2023         | Nicki Minaj                                                |
| R&B Artist of 2023             | Beyoncé                                                    |
| Concert Tour of 2023           | The Eras Tour – Taylor Swift                               |
| Social Celebrity of 2023       | Taylor Swift                                               |
| Comedy Act of 2023             | Chris Rock                                                 |
| Athlete of 2023                | Travis Kelce                                               |
| People’s Icon Award of 2023    | Adam Sandler                                               |
| Music Icon Award of 2023       | Lenny Kravitz                                              |